# Horb am Neckar

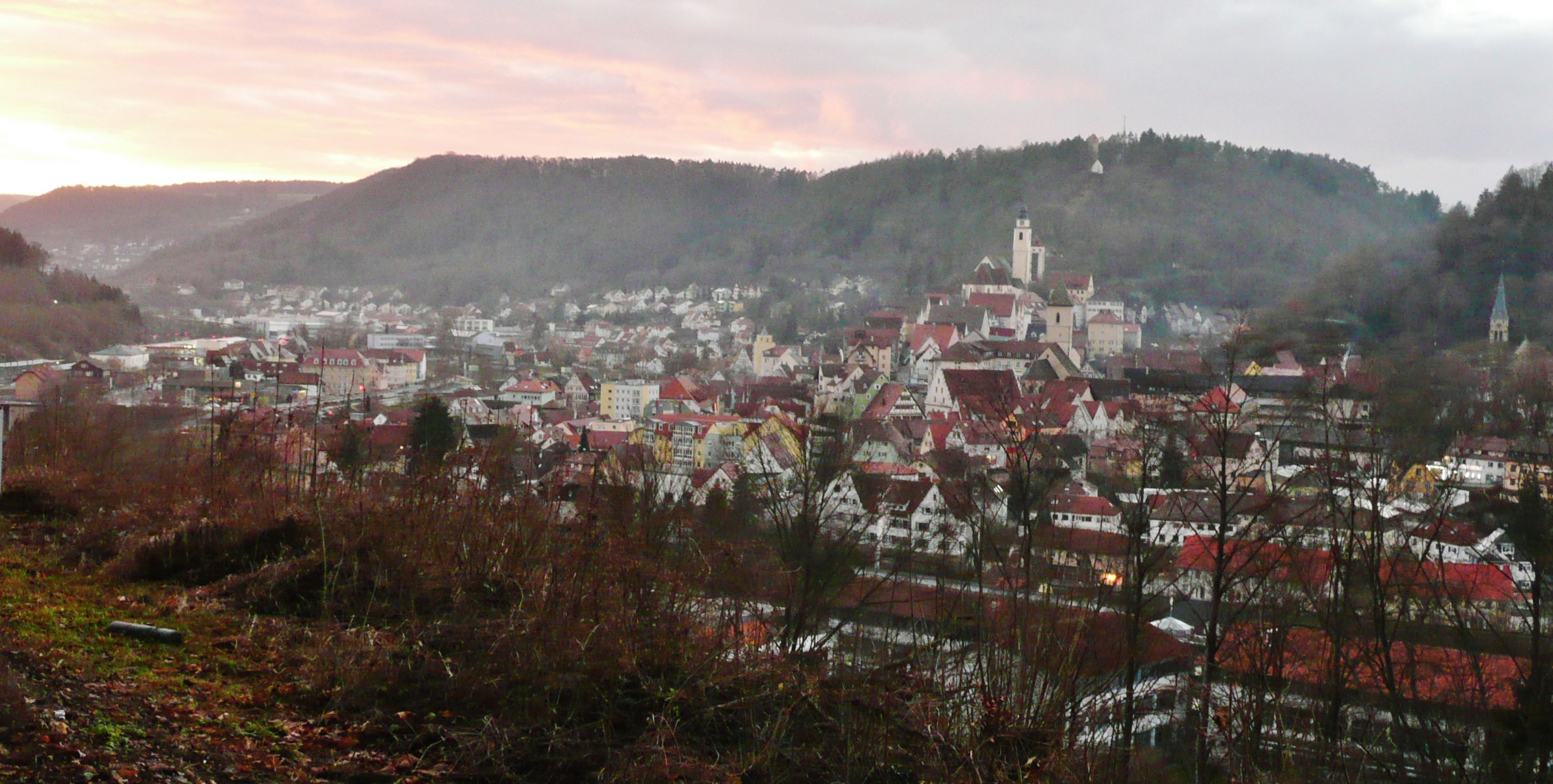
Panorama der im Tal gelegenen Kernstadt aus Richtung Nordstetten

Horb am Neckar ist eine Stadt mit 25.651 Einwohnern (31. Dezember 2024) im Landkreis Freudenstadt in Baden-Württemberg. Sie ist die bevölkerungsreichste Gemeinde des Landkreises und liegt etwa 50 Kilometer südwestlich von Stuttgart. Seit 1981 ist Horb am Neckar Große Kreisstadt. Die Stadt Horb am Neckar bildet ein Mittelzentrum in der Region Nordschwarzwald und gehört zur „Kooperationszone Metropolregion Stuttgart“. Die Stadt ist ausführende Gemeinde der Verwaltungsgemeinschaft Horb, der auch die Gemeinden Empfingen und Eutingen im Gäu angehören.

## Geographie

### Geographische Lage
Horb liegt im Naturraum Obere Gäue bei der Einmündung des Grabenbachs in den Neckar, der hier ein mehr als hundert Meter tiefes Tal in die Gäuhochfläche gegraben hat. Die gut erhaltene Altstadt inklusive Burggarten und dem alten Marktplatz, an dem sich in einer Höhe von 422 m ü. NHN das Rathaus befindet, liegt auf einem Hochflächensporn oberhalb des Neckars. Die Vororte erstrecken sich in die Täler der beiden Flüsse und über die umliegenden Hochflächen. Der Neckar verlässt die Gemarkung im Osten an deren tiefstem Punkt auf ca. 375 m ü. NHN, während sich der höchste Punkt Horbs auf 706 m ü. NHN im Westen unweit des Schwarzwalds befindet. Die Stadt Horb ist Mitglied im Naturpark Schwarzwald Mitte/Nord und liegt an dessen östlichem Rand.

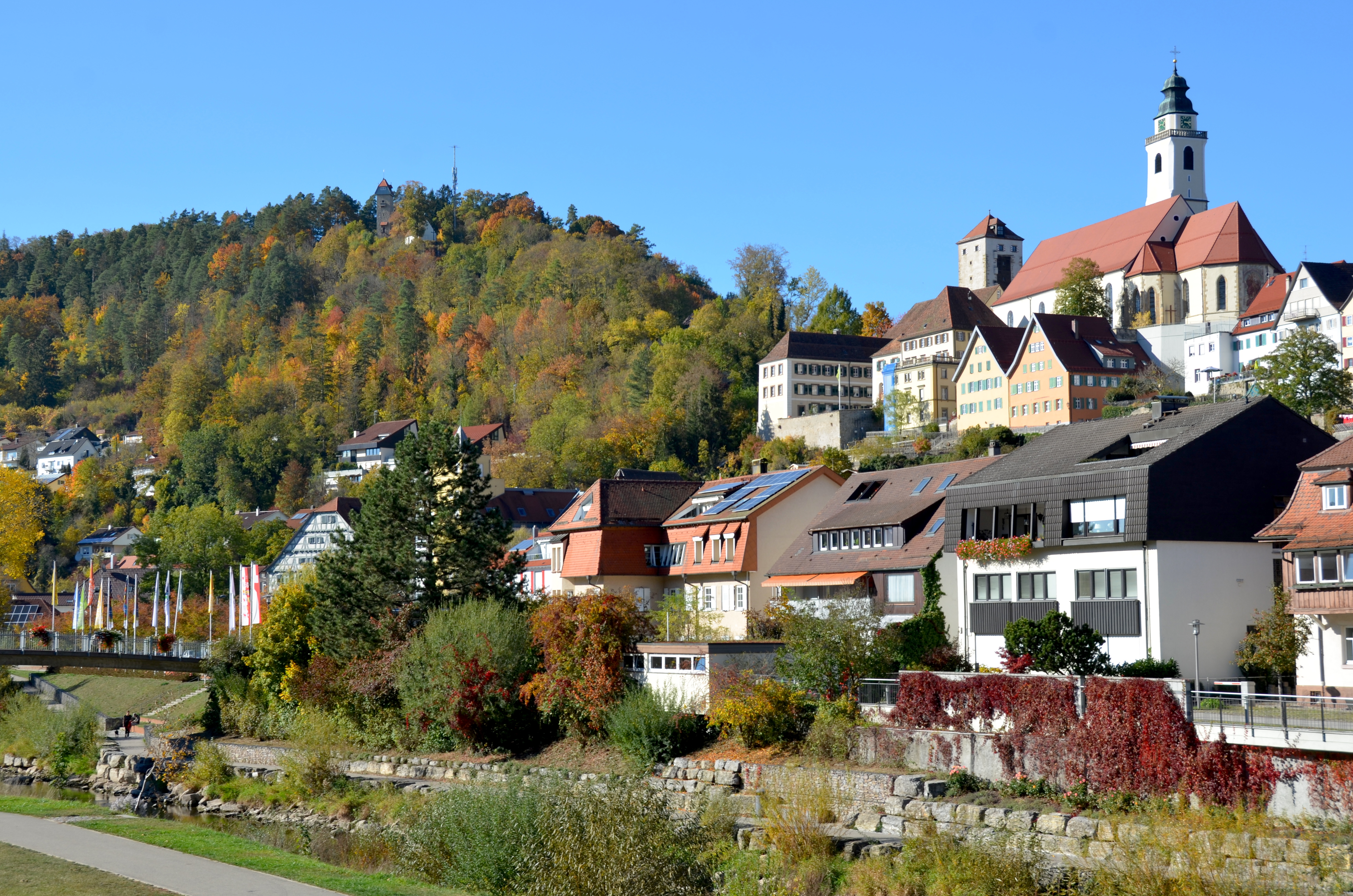
Horb mit Blick auf Stiftskirche, Schurkenturm und Schütteberg (2019)

### Nachbargemeinden
Die folgenden Städte und Gemeinden grenzen im Uhrzeigersinn, beginnend im Osten, an die Stadt Horb am Neckar: Eutingen im Gäu (Landkreis Freudenstadt), Starzach (Landkreis Tübingen), Haigerloch (Zollernalbkreis), Empfingen (Landkreis Freudenstadt), Sulz am Neckar (Landkreis Rottweil), Glatten, Schopfloch und Waldachtal (alle Landkreis Freudenstadt) sowie Haiterbach und Nagold (beide Landkreis Calw).

### Stadtgliederung
| Stadtteil        | Einwohner         |
| ---------------- | ----------------- |
| Horb (Kernstadt) | 5602 (Stand 2011) |
| Ahldorf          | 0831              |
| Altheim          | 1706              |
| Betra            | 972               |
| Bildechingen     | 2296              |
| Bittelbronn      | 0747              |
| Dettensee        | 0569              |
| Dettingen        | 1596              |
| Dettlingen       | 0327              |
| Dießen           | 0426              |
| Grünmettstetten  | 0725              |
| Ihlingen         | 0432              |
| Isenburg         | 0333              |
| Mühlen           | 1045              |
| Mühringen        | 01012             |
| Nordstetten      | 2666              |
| Rexingen         | 1332              |
| Talheim          | 2704              |

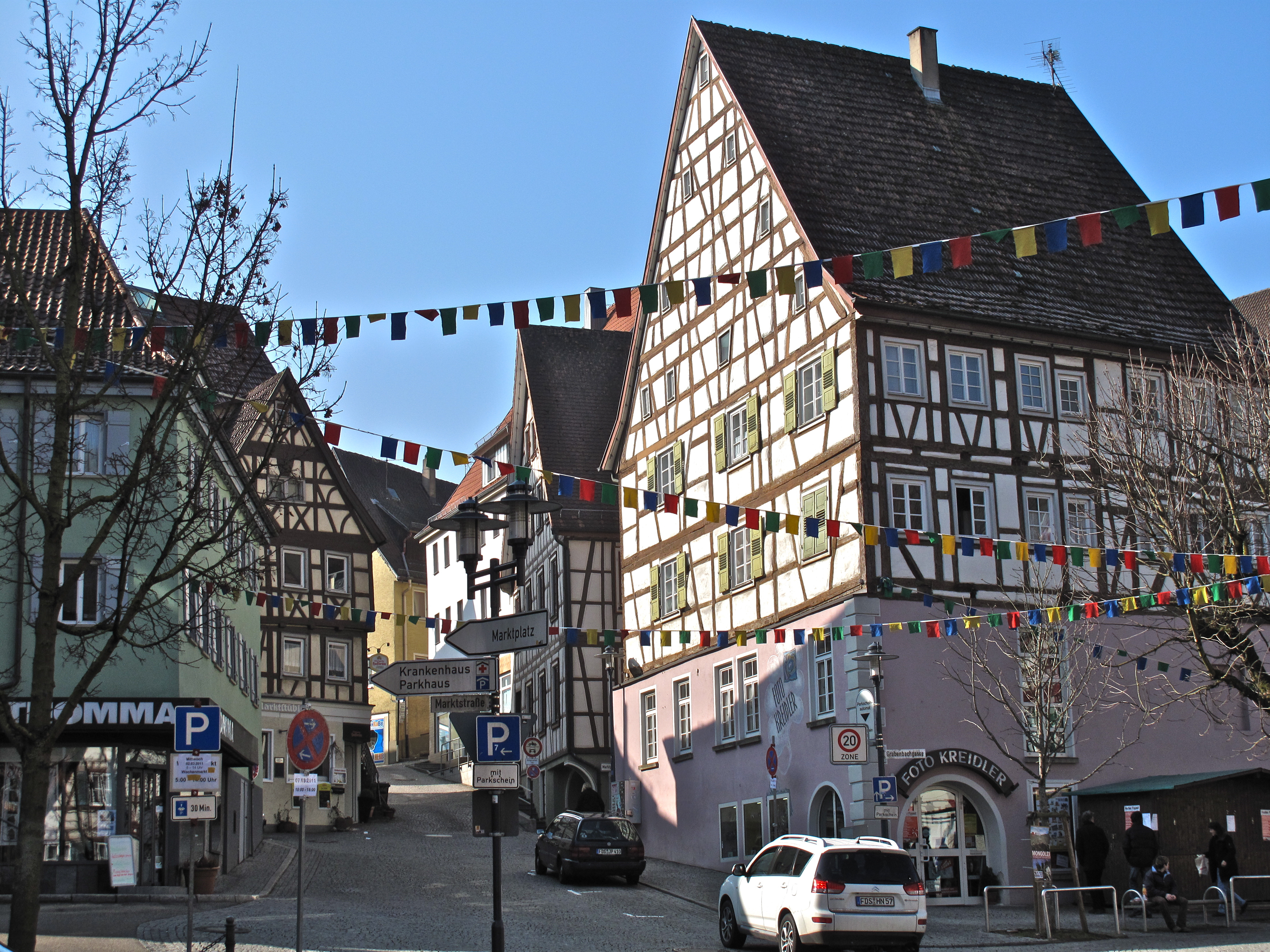
Fachwerkhäuser und historische Gebäude prägen das Stadtbild und die Teilorte

Das Stadtgebiet gliedert sich in die Kernstadt Horb am Neckar1 und die im Rahmen der Gemeindereform der 1970er Jahre 17 eingemeindeten Stadtteile Ahldorf1, Altheim4, Betra2, Bildechingen1, Bittelbronn4, Dettensee1, Dettingen2, Dettlingen2, Dießen2, Grünmettstetten4, Ihlingen1, Isenburg1, Mühlen1, Mühringen3, Nordstetten1, Rexingen1 und Talheim4, zu denen 68 weitere Dörfer, Weiler, Höfe und Häuser gehören.
Die Stadtteile sind zugleich Ortschaften im Sinne der baden-württembergischen Gemeindeordnung, das heißt, sie haben jeweils einen von der wahlberechtigten Bevölkerung gewählten Ortschaftsrat mit einem Ortsvorsteher. Die Ortschaft Talheim besteht aus den ehemals selbständigen Gemeinden Obertalheim und Untertalheim.
Die Kernstadt selbst unterteilt sich wiederum in mehrere Bereiche und Gebiete. Zu diesen zählt beispielsweise Horber Altstadt im Neckartal, sowie das Gebiet Hohenberg, das einen wesentlichen Teil der Einwohnerzahl ausmacht. Die Ansiedlung von Industriebetrieben wird hauptsächlich in Horb-Hohenberg und Heiligenfeld forciert. Aus der Zeit der französischen Besatzung ist das Wohnviertel Haugenstein hervorgegangen, das bis heute genutzt wird.
Abgegangene, heute nicht mehr bestehende Ortschaften sind Zollhäusle im Stadtteil Grünmettstetten, Harda und Zillhäuser im Gebiet der Kernstadt, Dietfurt im Stadtteil Isenburg, das möglicherweise aber die alte Bezeichnung für Isenburg ist.

### Raumplanung
Horb am Neckar bildet ein Mittelzentrum innerhalb der Region Nordschwarzwald, in der die Stadt Pforzheim als Oberzentrum ausgewiesen ist. Zum Mittelbereich Horb gehören neben der Stadt Horb die Gemeinden Empfingen und Eutingen im Gäu, was in der Gänze knapp 35.000 Einwohnern entspricht.

### Schutzgebiete
Auf dem Horber Stadtgebiet gibt es insgesamt sieben Naturschutzgebiete. Die Wertwiesen östlich von Ahldorf, der Kugler Hang zwischen Horb und Hohenberg, die Osterhalde am Neckarhang zwischen Horb und Rexingen und das Naturschutzgebiet Doxbrunnen-Steinachtal zwischen Altheim und Talheim. Drei Gebiete sind als Naturschutzgebiete mit dienendem Landschaftsschutzgebiet ausgewiesen: das Dießener Tal und Seitentäler zwischen Dettlingen und Ihlingen, der Waldbrunnen zwischen Grünmettstetten und Altheim und das Salzstetter Horn nördlich von Altheim.
Hinzu kommen die Landschaftsschutzgebiete Südhänge des Neckartales, Berghänge des Haugenloches, Alte Bildechinger Steige, Altheimer Tal und angrenzende Hochflächen, Isenburger Tal, Wacholderheide Rauschbart, Käppele am Hochsträß, Ihlinger Berg und Osterhalde, Eutinger Tal und Oberes Neckartal.
Außerdem liegen auf dem Stadtgebiet mehrere Teilgebiete des FFH-Gebiets Horber Neckarhänge und des FFH-Gebiets Freudenstädter Heckengäu. Horb liegt zudem im Naturpark Schwarzwald Mitte/Nord.

## Geschichte

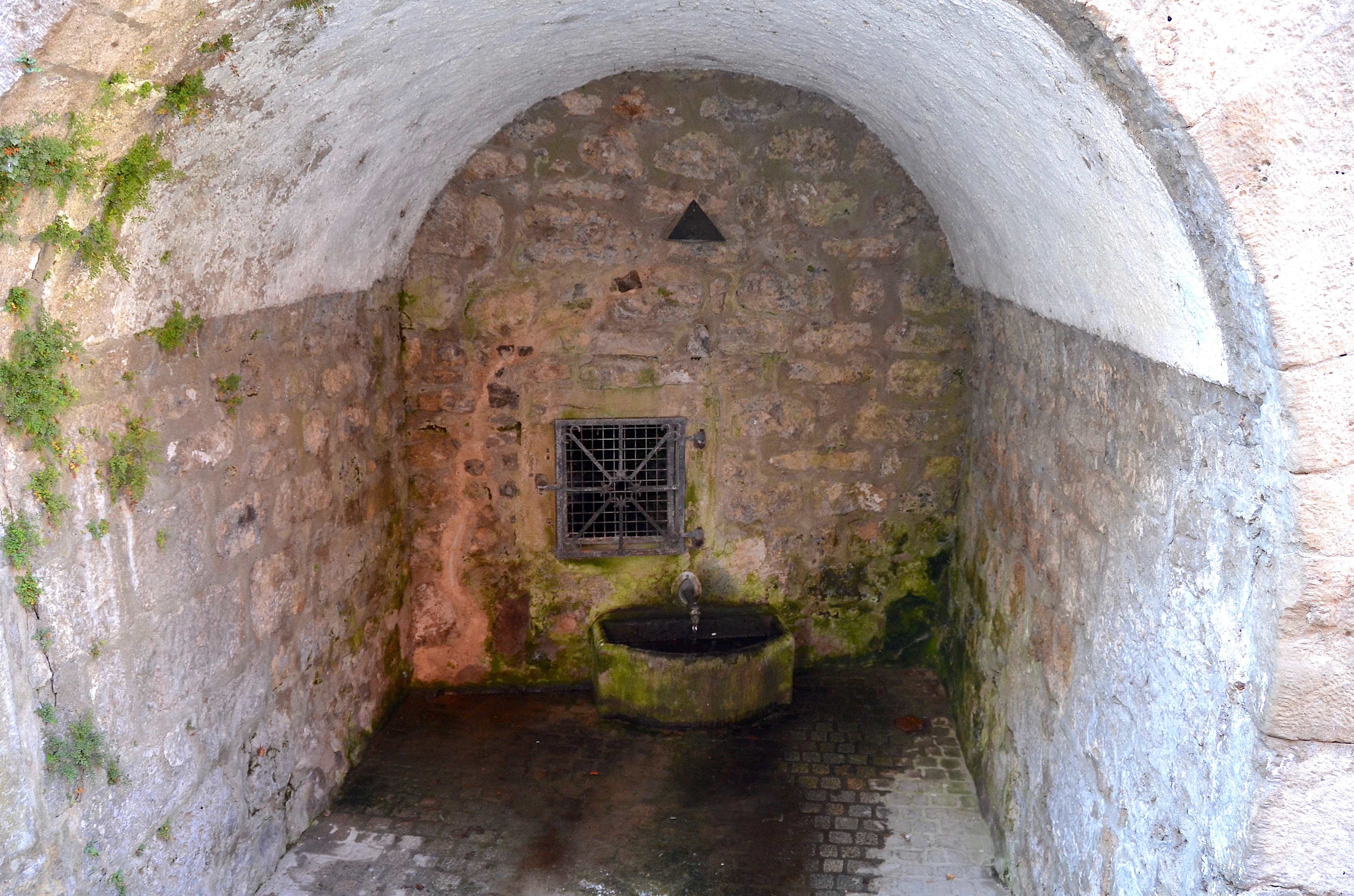
Hackbrunnen (2018)

### Bis zum 19. Jahrhundert
Horb wurde um das Jahr 1090 erstmals urkundlich erwähnt unter dem Namen horv oder horva, was im Althochdeutschen Sumpf bedeutet. Da die althochdeutsche Sprache allerdings in jener Zeit schon so gut wie verschwunden war, wird angenommen, dass Horb noch älter ist. Der Sumpf entlang des Neckars zwang die Erbauer der Stadt jedenfalls dazu, diese an den Ausläufern des sogenannten Schüttebergs anzulegen. Charakteristisch für das heutige Stadtbild ist zudem, dass sich die gesamte Altstadt auf einem Hügel befindet und daher aus allen Richtungen gut zu sehen ist. Der Hackbrunnen, der heute noch genutzt werden kann, versorgte bis fast zum Ende des 19. Jahrhunderts die Bewohner der westlichen Neckarstraße mit Trinkwasser. Ein Gang führt tief in den Schüttenbergausläufer durch die untere Altstadt bis hin zur Hackbrunnenquelle. Erstmals erwähnt wurde der „Hagbrunnen“ 1472.
Horb wurde 1228 zum ersten Mal als Stadt erwähnt. 1244 war von einem Schultheiß und 1277 erstmals von einem Markt die Rede. Bis 1305 gehörte der Ort den Pfalzgrafen von Tübingen, dann den Grafen von Hohenberg; 1381 kam Horb zu Österreich (Vorderösterreich) und wurde Sitz des hohenbergischen Obervogteiamtes. 1806 kam Horb an das Königreich Württemberg, ein Jahr später wurde es Sitz für das Oberamt Horb, das in den folgenden Jahren mehrmals in seinen Grenzen verändert wurde und von 1818 bis 1924 dem Schwarzwaldkreis zugeordnet war. 1866 erreichte die Obere Neckarbahn Horb, womit der Anschluss an das Netz der Königlich Württembergischen Staats-Eisenbahnen erfolgte.

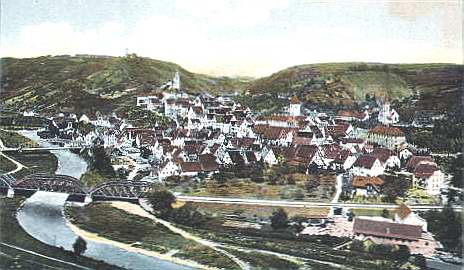
Horb um 1900. Durch das Wachstum der Stadt wurden zunehmend Gebiete der umliegenden Anhöhen erschlossen, da der Platz im Tal begrenzt ist.

Die heutigen Horber Stadtteile Betra, Dettensee, Dettingen, Dettlingen und Dießen gehörten ab 1803 zum Fürstentum Hohenzollern-Sigmaringen und waren dort dem Oberamt Hechingen, ab 1838 dem Oberamt Haigerloch und 1854 erneut dem Oberamt Hechingen zugeordnet, aus dem 1925 der Landkreis Hechingen entstand.

### 20. Jahrhundert
1934 wurde das Oberamt Horb in Kreis Horb umbenannt und 1938 in den Landkreis Horb überführt. Beim Novemberpogrom 1938 zerstörten SA-Angehörige Schaufenster jüdischer Geschäfte und den jüdischen Betsaal. Unter Führung eines Lehrers beteiligten sich auch Hitlerjungen an den Ausschreitungen. Jüdische Bürger wurden verhaftet und bis Januar 1939 in das Schutzhaftlager Welzheim und das KZ Dachau deportiert, die Kultusgemeinde wurde 1939 aufgelöst. 1941 wurden die verbliebenen jüdischen Bürger nach Rexingen zwangsweise „umgesiedelt“ und dann nach Riga und Theresienstadt deportiert. Nach Angaben der Gedenkstätte Yad Vashem wurden 35 jüdische Bürger aus Horb ermordet. Im Herbst 1999 wurde von der Stadt Horb auf dem Friedhofsgelände ein Gedenkstein aufgestellt, der an die ehemaligen jüdischen Bewohner Horbs erinnert. 2011 wurden auf Beschluss des Stadtrates die ersten „Stolpersteine“ als Erinnerung an die ermordeten Opfer verlegt. Der Platz vor dem Haus des ehemaligen Betsaales wurde nach dem 1942 ermordeten Rabbiner Dr. Abraham Schweizer benannt.
Bei der zum 1. Januar 1973 wirksam gewordenen Kreisreform wurden die Landkreise Horb und Hechingen aufgelöst. Der überwiegende Teil des Landkreises Horb, darunter auch die Stadt Horb, wurde dem Landkreis Freudenstadt eingegliedert, der damit Teil der neu gegründeten Region Nordschwarzwald wurde, die dem damals neu umschriebenen Regierungsbezirk Karlsruhe zugeordnet wurde. So wird die ehemals württembergische Stadt Horb seitdem von der ehemals badischen Hauptstadt Karlsruhe aus verwaltet.
Von 1971 bis 1975 wurden insgesamt 18 umliegende Gemeinden, darunter auch die ehemals zum Landkreis Hechingen gehörigen Orte Betra, Dettensee, Dettingen, Dettlingen und Dießen, nach Horb eingegliedert und damit dem Landkreis Horb bzw. dessen Rechtsnachfolger, dem Landkreis Freudenstadt, zugeordnet.
Im Laufe des Jahres 1979 hatte die Stadt Horb am Neckar erstmals mehr als 20.000 Einwohner, woraufhin sie den Antrag zur Erhebung zur Großen Kreisstadt bei der Landesregierung von Baden-Württemberg stellte. Diesem entsprach die Landesregierung mit Wirkung zum 1. Januar 1981.

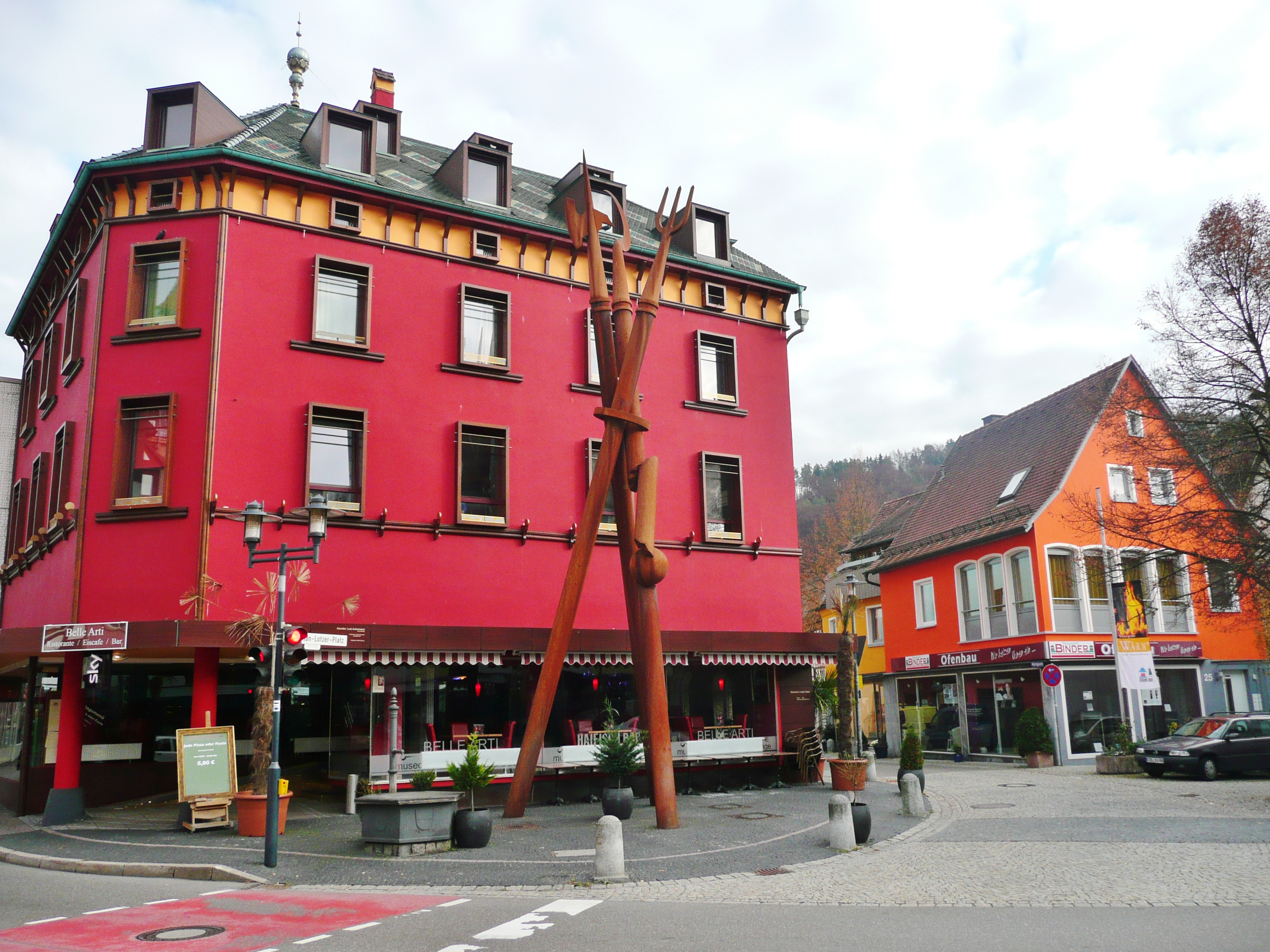
Sebastian-Lotzer-Haus in der Unterstadt an der Bundesstraße 14

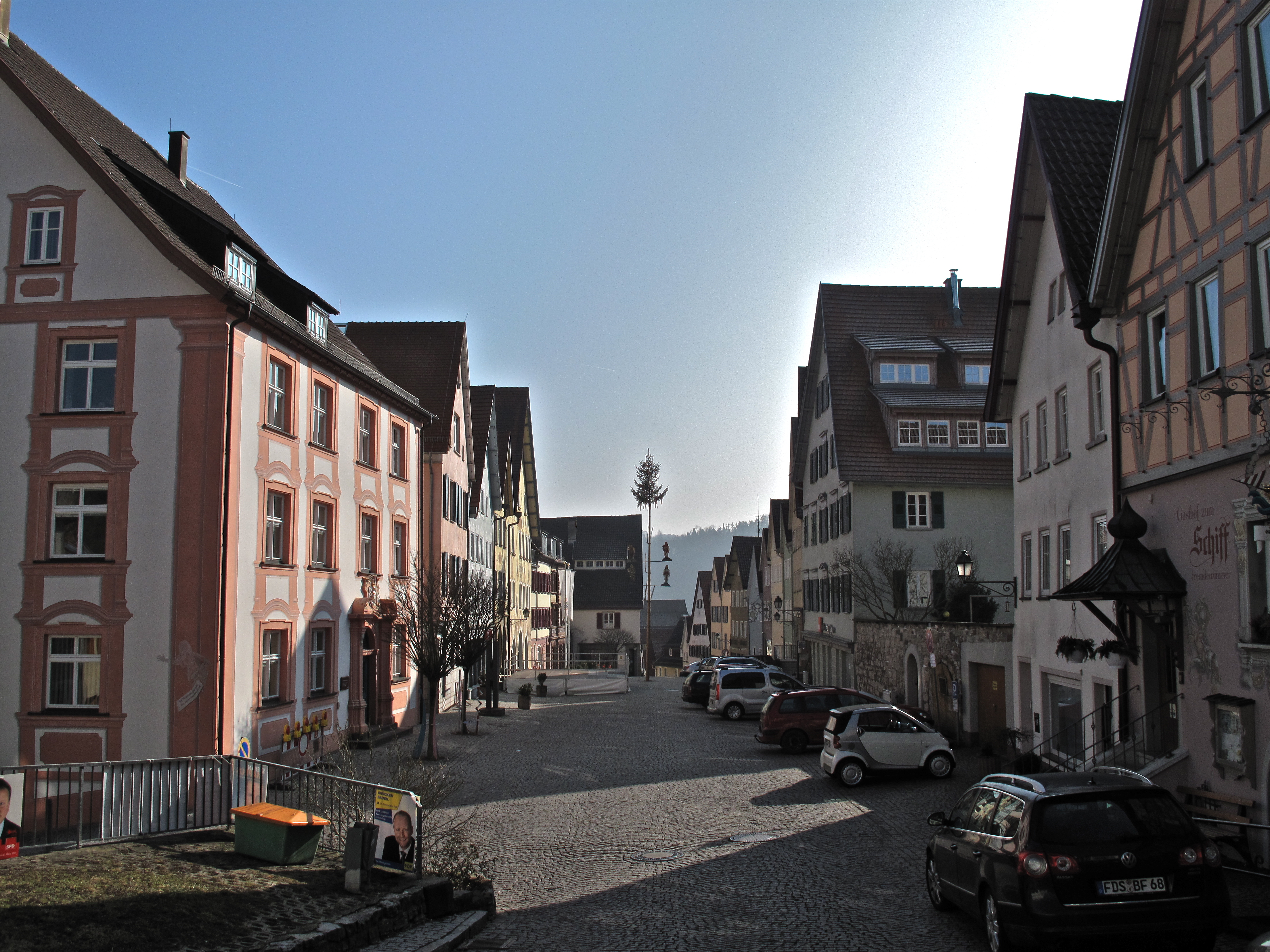
Oberer Marktplatz, Sitz der Verwaltung

Siehe auch: Burg Hohenberg, Ruine Hohendießen, Burgstelle Isenburg, Burg Neckarhausen

### Religion

#### Konfessionsstatistik
Gemäß dem Zensus 2022 waren am 25. Mai 2022 19,7 % der Einwohner evangelisch, 42,6 % katholisch, und 37,7 % waren konfessionslos, gehörten einer anderen Glaubensgemeinschaft an oder machten keine Angabe. Seit dem Zensus 2011 sinkt der Anteil der Protestanten und Katholiken an der Gesamtbevölkerung jährlich um einen Prozentpunkt.

#### Christentum
Horb am Neckar gehörte zunächst zum Bistum Konstanz und war dem Archidiakonat Vor dem Walde, Landkapitel Dornstetten, zugeordnet. Aufgrund der Zugehörigkeit zu Vorderösterreich blieb die Stadt überwiegend katholisch. Es wurden nach der Reformation nur wenige Protestanten geduldet. Nach dem Übergang an das Königreich Württemberg wurde Horb dem 1821/27 gegründeten Bistum Rottenburg (heute Rottenburg-Stuttgart) zugeordnet und Sitz eines Dekanats, das 1976 mit dem Dekanat Freudenstadt zum neuen Dekanat Freudenstadt vereinigt wurde. Der Sitz des neuen Dekanats blieb in Horb. Zu ihm gehören nahezu alle der katholischen Pfarrgemeinden des Landkreises Freudenstadt (die Mehrheit der Pfarrgemeinden des Alt-Kreises Freudenstadt ist historisch begründet evangelisch). Auf dem Gebiet der Stadt Horb am Neckar gibt es heute zwei Seelsorgeeinheiten: Die Seelsorgeeinheit Steinachtal umfasst die Pfarrgemeinden Altheim, Grünmettstetten, Bittelbronn und Untertalheim sowie Obertalheim, die Seelsorgeeinheit Horb umfasst die Pfarrgemeinden Horb mit Ihlingen und Isenburg, Bildechingen, Mühlen, Rexingen und Nordstetten, Ahldorf (bis 1389 Stammsitz des Dienstmannengeschlechts der Kröwel von Frundeck), Mühringen sowie das zur politischen Gemeinde Empfingen gehörige Wiesenstetten. Die Pfarrgemeinden der Horber Stadtteile Betra, Dettensee, Dettingen, Dettlingen und Dießen gehören infolge der früheren Zugehörigkeit zum Fürstentum Hohenzollern-Sigmaringen seit 1827 zum Erzbistum Freiburg, zum jetzigen Dekanat Zollern.
Im 19. Jahrhundert zogen auch Protestanten nach Horb. Im Jahr 1866 konnten sie ihre erste Gemeinde gründen und später auch mit der Johanneskirche ein eigenes Gotteshaus bauen. Die Kirchengemeinde Horb umfasst alle Gemeindeglieder der Kernstadt Horb und der Stadtteile Altheim, Isenburg, Grünmettstetten, Nordstetten und Bildechingen sowie die Nachbargemeinde Eutingen im Gäu. Im Horber Stadtgebiet gibt es ferner noch die Kirchengemeinde Dettingen, die zusätzlich die Gemeindeglieder aus Betra, Diessen, Ihlingen und Rexingen sowie der Nachbarorte Fischingen und Glatt umfasst, und die Kirchengemeinde Mühlen, zu der auch die Protestanten aus Ahldorf, Dettensee und Mühringen zählen. Die Protestanten von Talheim (früher Ober- und Untertalheim) gehören als Teilkirchengemeinde zur Gesamtkirchengemeinde Haiterbach-Talheim im Kirchenbezirk Calw-Nagold und die Gemeindeglieder aus Bittelbronn und Dettlingen zur Kirchengemeinde Schopfloch.
Neben den beiden großen christlichen Kirchen gibt es in Horb am Neckar auch Gemeinden, die zu Freikirchen gehören, darunter eine Gemeinde der Volksmission entschiedener Christen und eine Freie evangelische Gemeinde (Isenburger Straße).
Auch die Neuapostolische Kirche ist in Horb vertreten. Ihre Gemeinde gehört zum Apostelbereich Tübingen.

#### Jüdische Gemeinden
Die ehemalige Kernstadt Horb und mehrere heutige Stadtteile beherbergten jüdische Gemeinden, die in der NS-Zeit durch erzwungene Massenauswanderung und Deportation untergegangen sind. Jüdische Gemeinden fanden sich unter anderem in Rexingen, Nordstetten und dem benachbarten Baisingen. Bis 1911 gehörte Horb zum Bezirksrabbinat Mühringen.

### Eingemeindungen
Die Gemeinden Betra, Dettensee, Dettingen, Dettlingen und Dießen waren Teil des ehemaligen Landkreises Hechingen und wurden in die Stadt Horb eingegliedert; mit ihrer Eingliederung kamen alle zum Landkreis Horb bzw. ab 1973 zum Landkreis Freudenstadt:
- 1. Juli 1971: Altheim, Bildechingen, Ihlingen, Isenburg, Rexingen und Untertalheim[13]
- 1. August 1971: Ahldorf[13]
- 1. September 1971: Grünmettstetten und Nordstetten[13]
- 1. Dezember 1971: Betra, Dettensee, Dettingen und Mühringen[13]
- 1. Mai 1972: Dettlingen[14]
- 1. Januar 1974: Bittelbronn[15]
- 1. Januar 1975: Dießen, Mühlen am Neckar und Obertalheim[15]

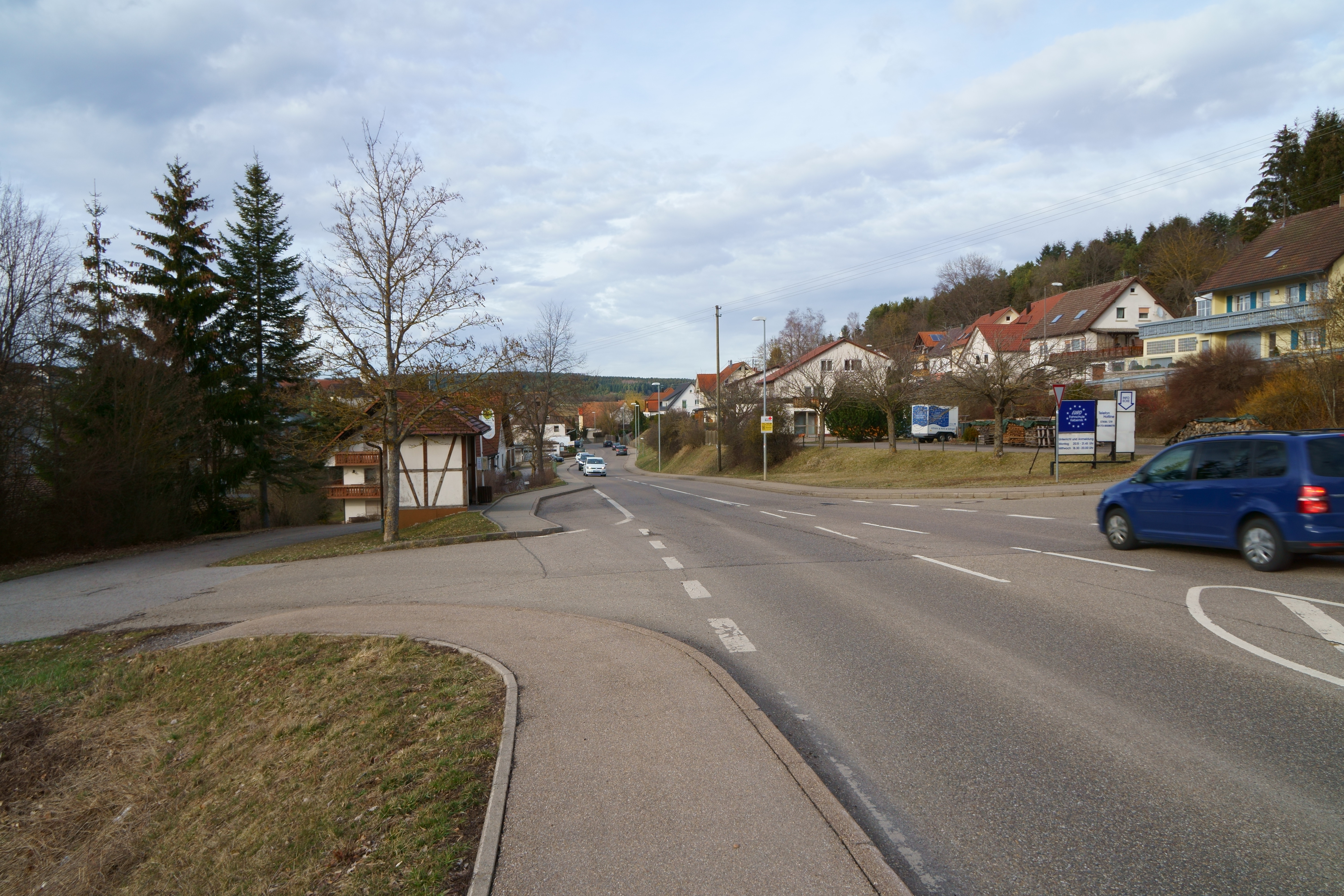
Ortseingang nach Altheim
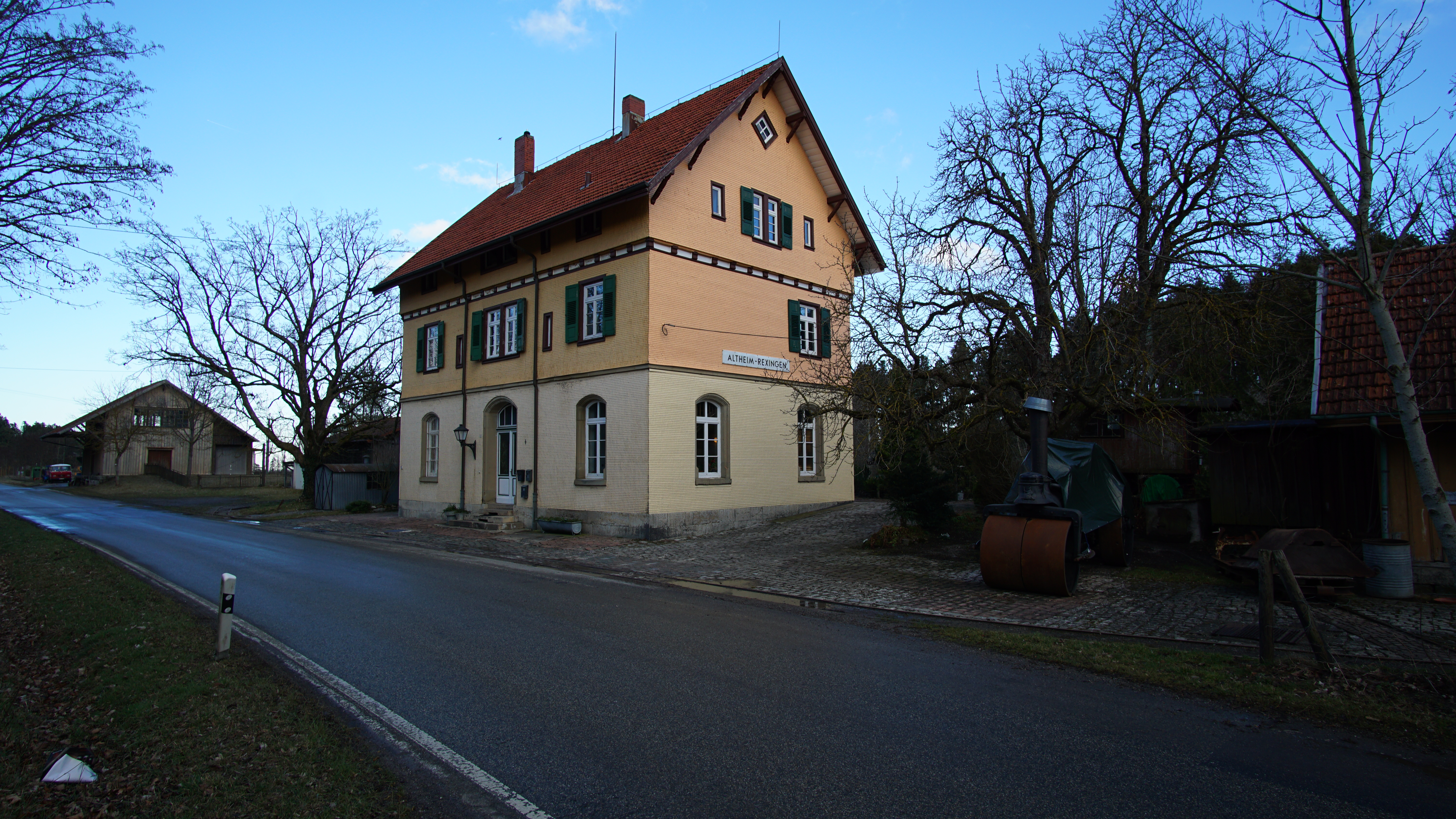
Ehemaliges Bahnhofsgebäude Altheim
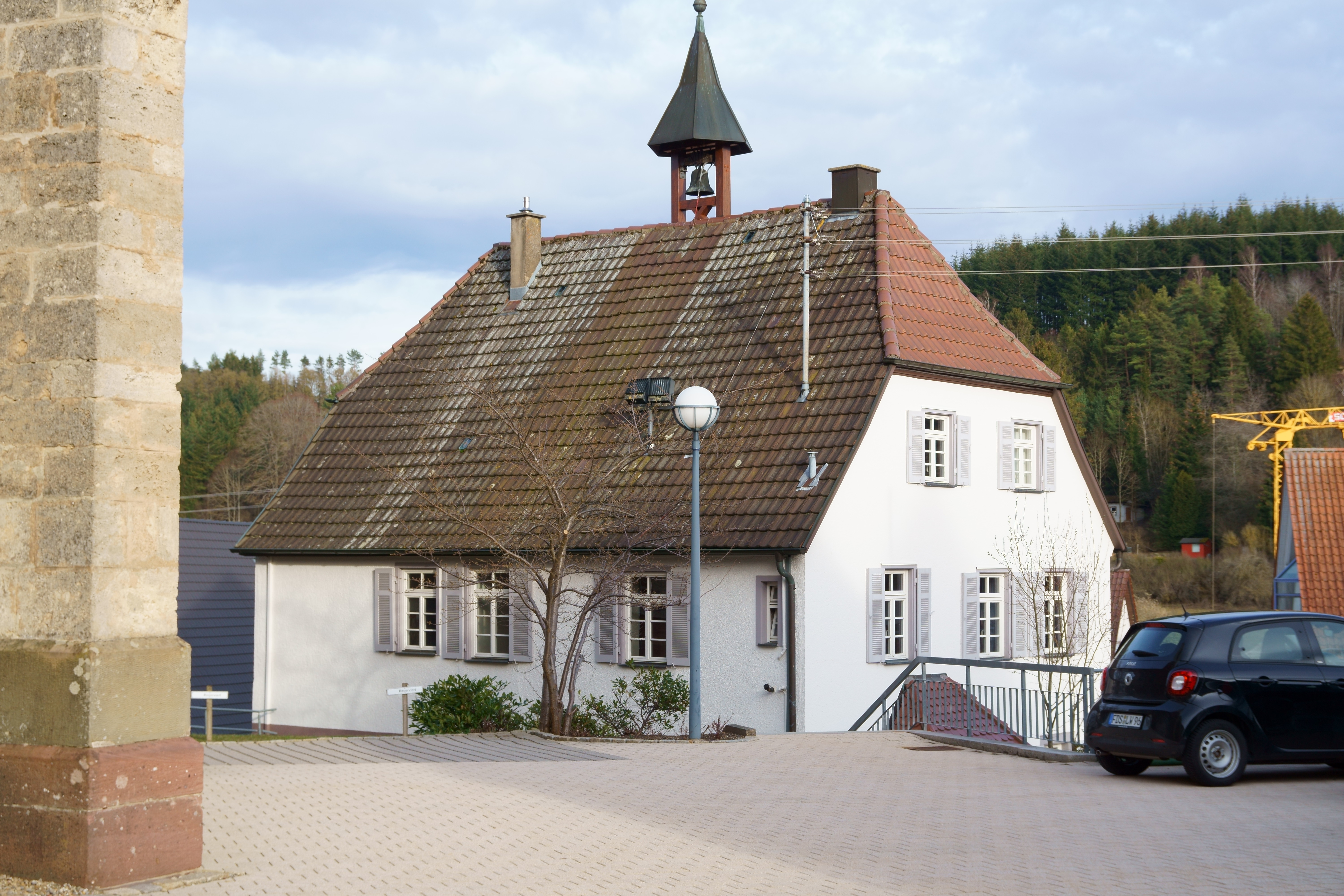
Rathaus Altheim
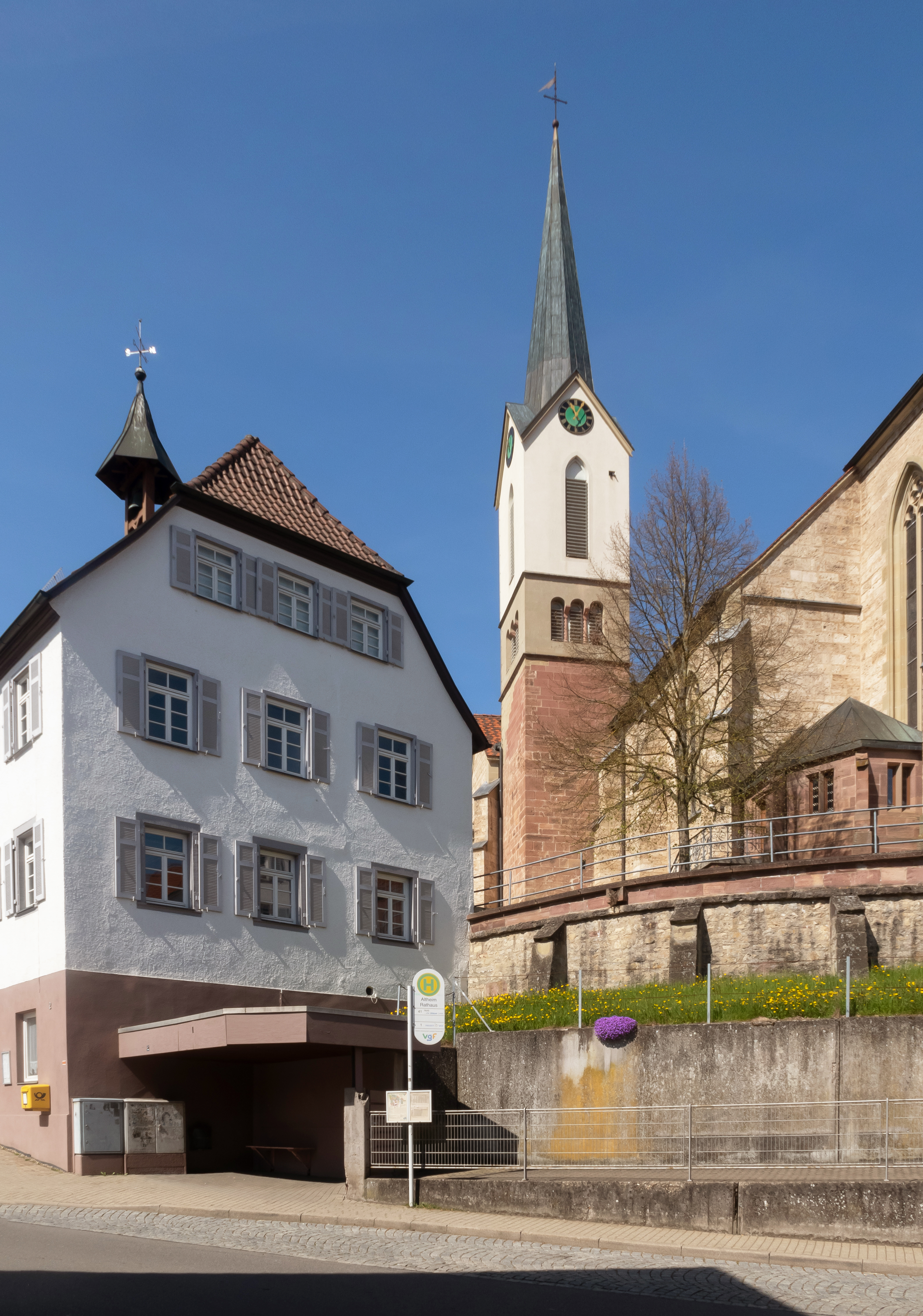
Kirche mit Rathaus in Altheim
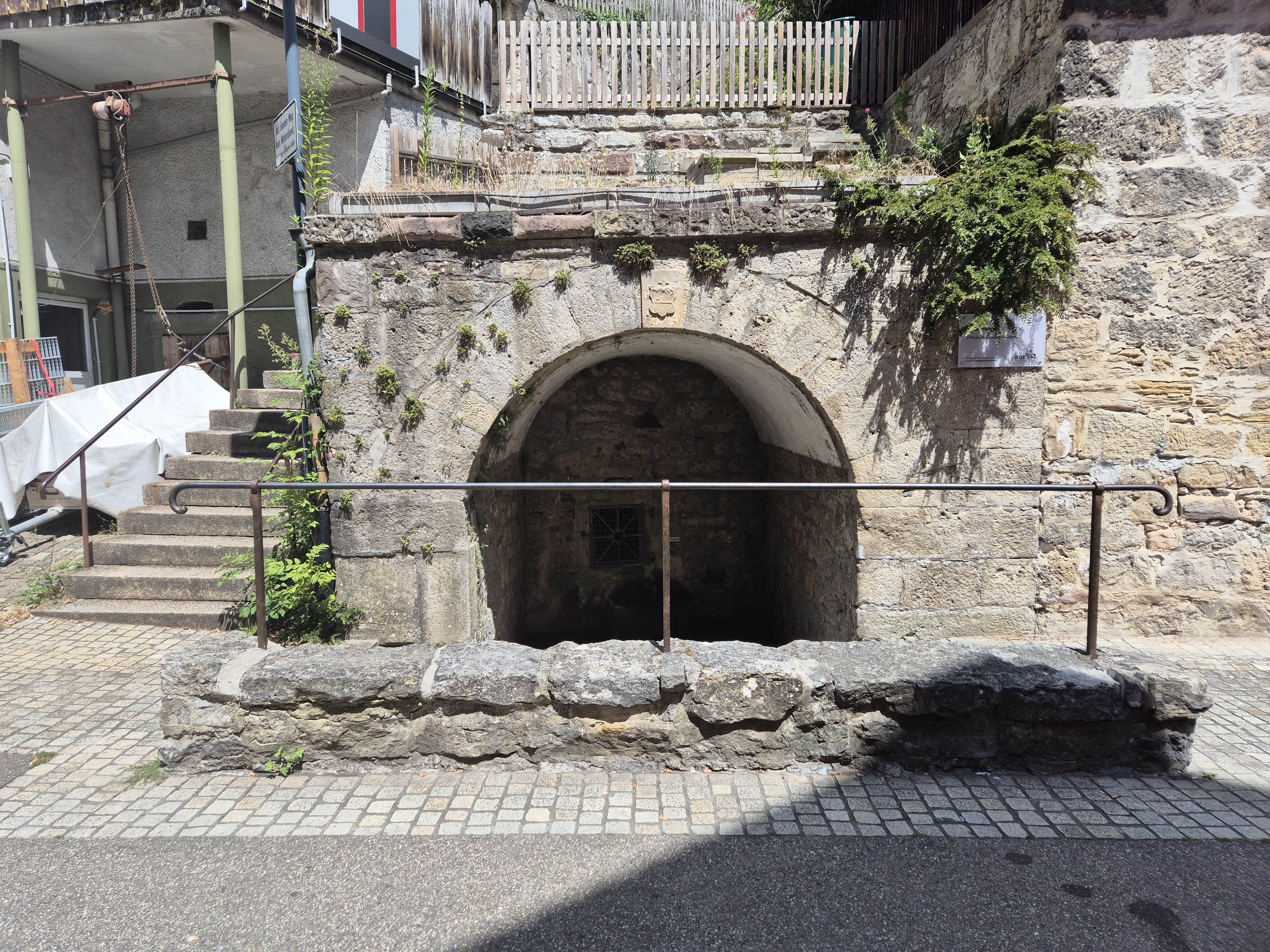
Hackbrunnen (2025)
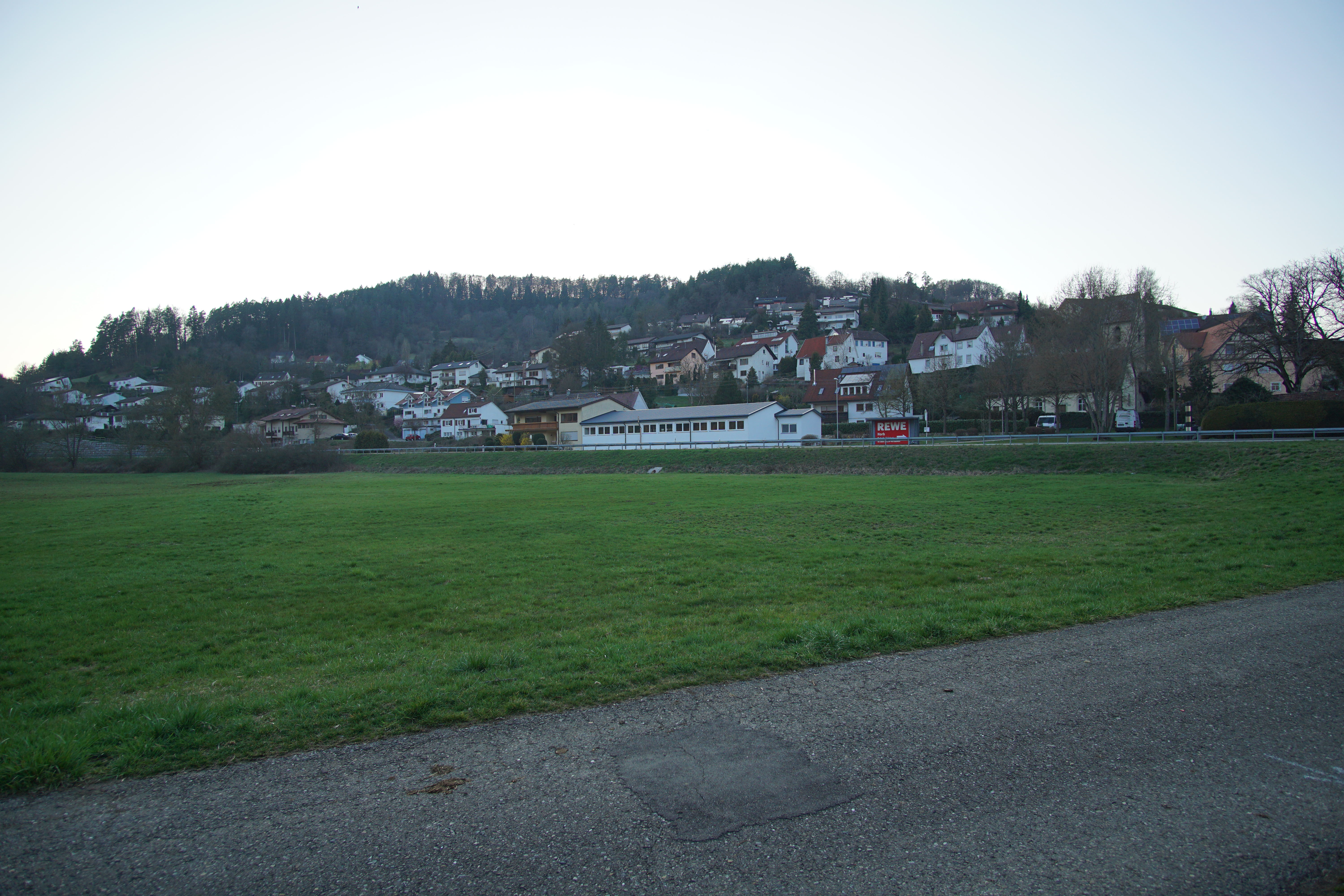
Neckartal bei Ihlingen
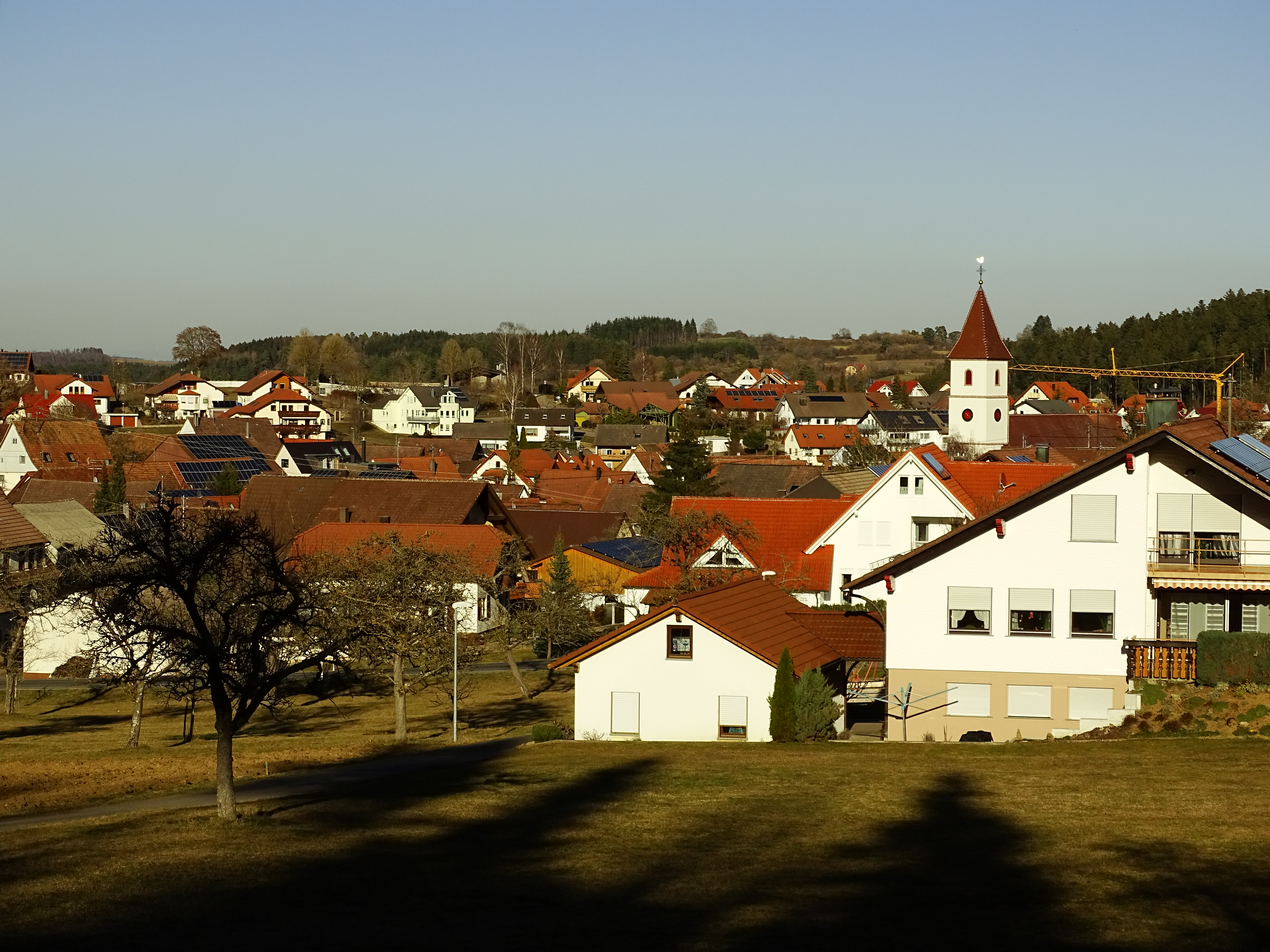
Grünmettstetten
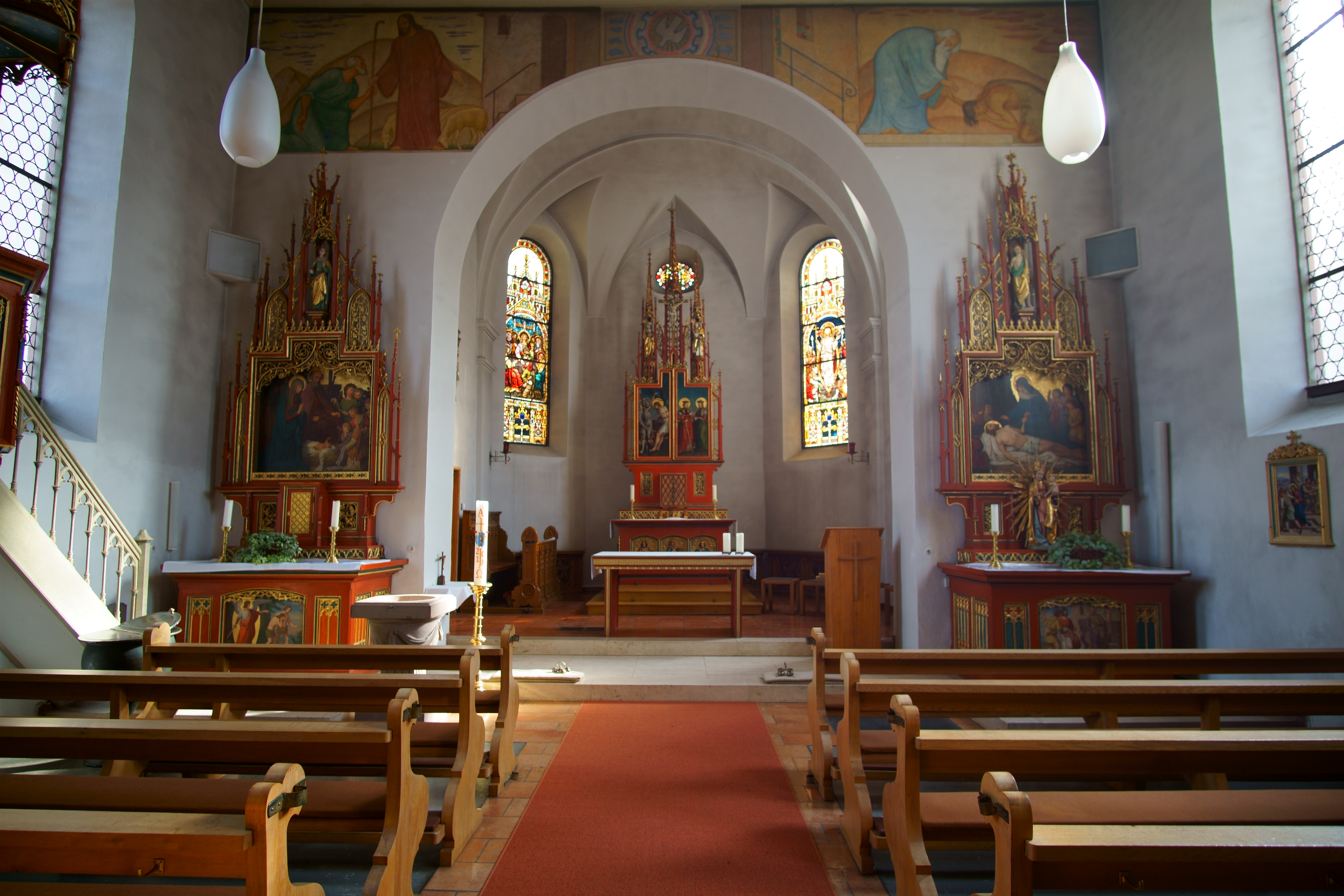
St. Pantaleon
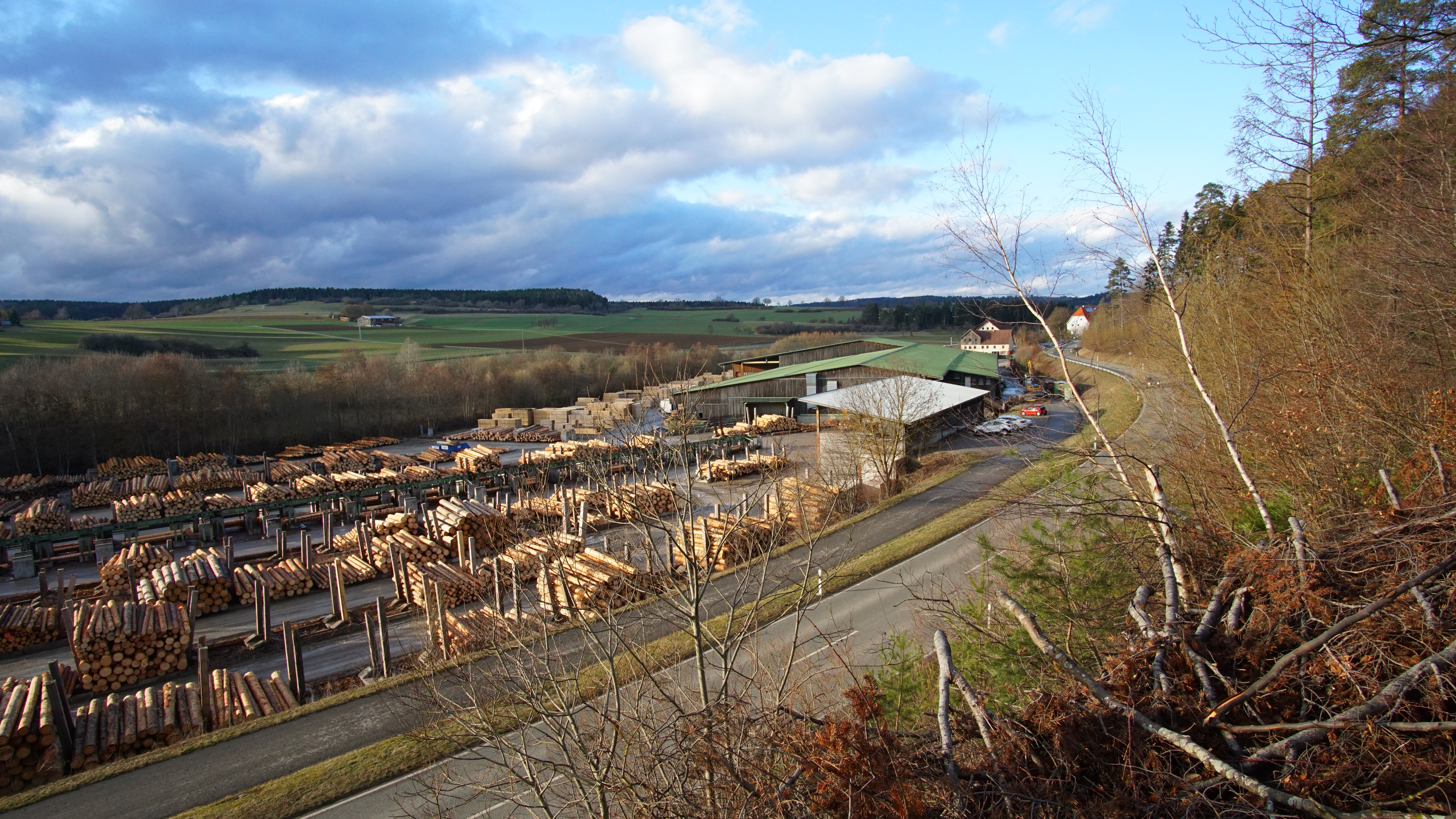
Sägewerk Grünmettstetten
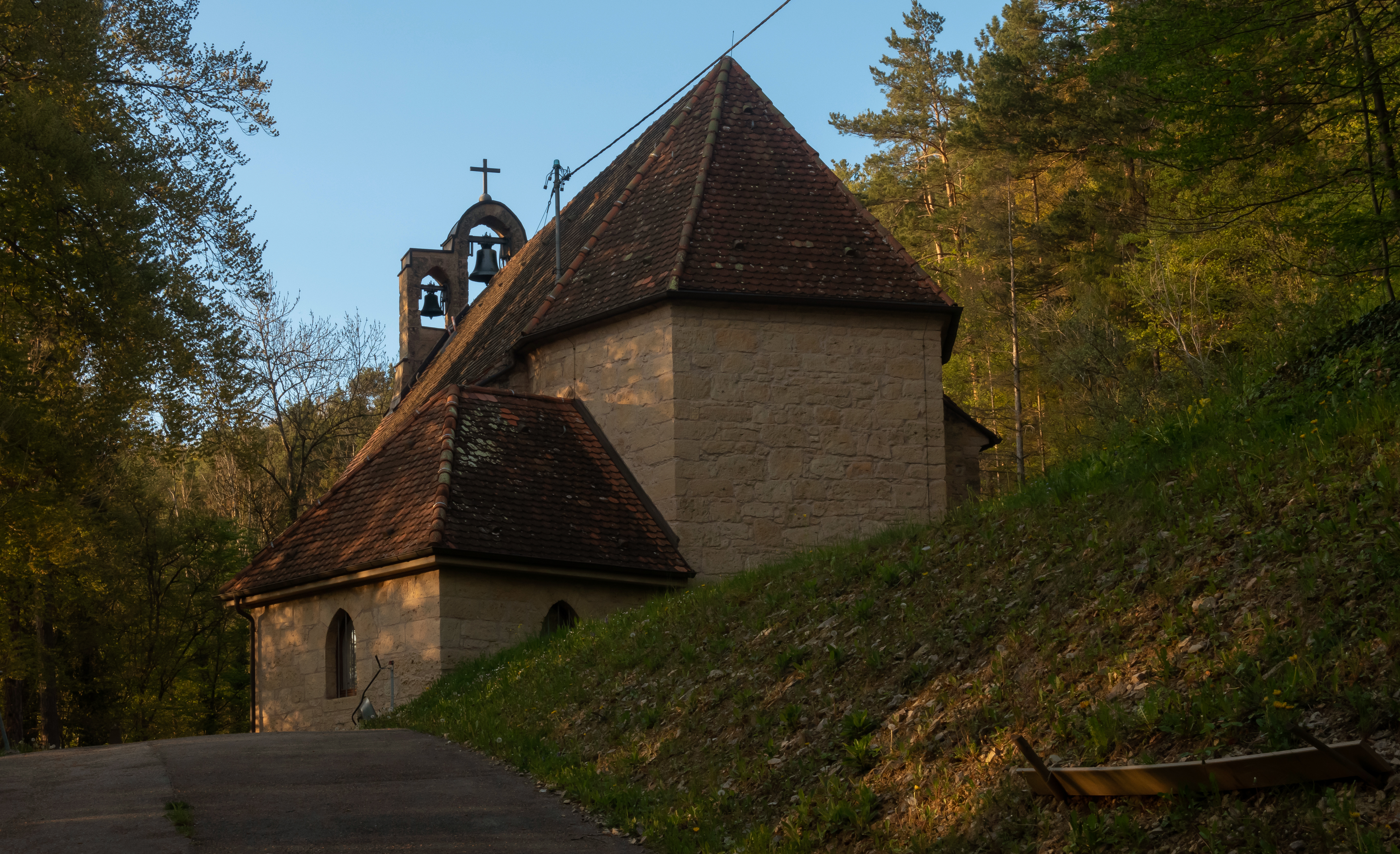
Kapelle in Isenburg

### Einwohnerentwicklung
Einwohnerzahlen nach dem jeweiligen Gebietsstand. Die Zahlen sind Schätzungen oder Volkszählungsergebnisse (¹) sowie amtliche Fortschreibungen der jeweiligen Statistischen Ämter (nur Hauptwohnsitze).
| Datum/Jahr           | Einwohner  | Bemerkung                                           |
| -------------------- | ---------- | --------------------------------------------------- |
| 1581                 | etwa 1.600 |                                                     |
| 1660                 | etwa 1.870 |                                                     |
| 1810                 | 1.701      |                                                     |
| 1823                 | 1.834      |                                                     |
| 1849                 | 2.018      |                                                     |
| 1861                 | 1.781      |                                                     |
| 1. Dezember 1871     | 2.071      |                                                     |
| 1. Dezember 1880 ¹   | 2.237      |                                                     |
| 1. Dezember 1890 ¹   | 2.187      |                                                     |
| 1. Dezember 1900 ¹   | 2.317      |                                                     |
| 1. Dezember 1910 ¹   | 2.527      |                                                     |
| 16. Juni 1925 ¹      | 2.655      |                                                     |
| 16. Juni 1933 ¹      | 2.806      |                                                     |
| 17. Mai 1939 ¹       | 3.787      | Zunahme wegen der zwischenzeitlich erbauten Kaserne |
| 1946                 | 2.920      | ohne französisches Militär                          |
| 13. September 1950 ¹ | 3.185      |                                                     |
| 6. Juni 1961 ¹       | 4.266      | 16.183 Ew. mit den später eingemeindeten Orten      |
| 27. Mai 1970 ¹       | 5.001      | 18.677 Ew. mit den später eingemeindeten Orten      |
| 31. Dezember 1975    | 19.305     | markante Zunahme infolge von Eingemeindungen        |
| 31. Dezember 1979    | 20.010     |                                                     |
| 31. Dezember 1980    | 20.668     |                                                     |
| 27. Mai 1987 ¹       | 21.050     |                                                     |
| 31. Dezember 1990    | 22.541     |                                                     |
| 31. Dezember 1995    | 24.896     |                                                     |
| 31. Dezember 2000    | 25.454     |                                                     |
| 31. Dezember 2005    | 26.105     |                                                     |
| 31. Dezember 2010    | 25.603     |                                                     |
| 31. Dezember 2015    | 24.665     |                                                     |
| 31. Dezember 2020    | 25.092     |                                                     |

¹ Volkszählungsergebnis

## Politik

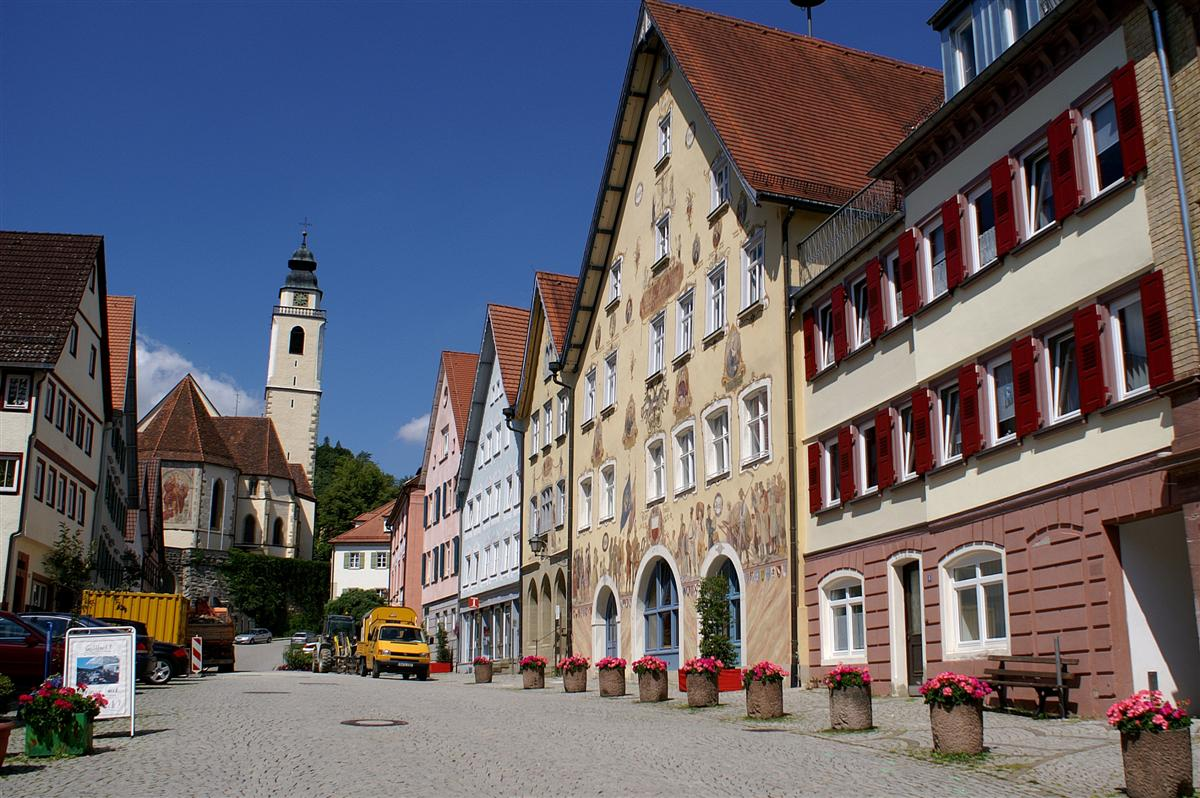
Oberer Marktplatz mit Blick auf die Stiftskirche, rechts das Rathaus Horb

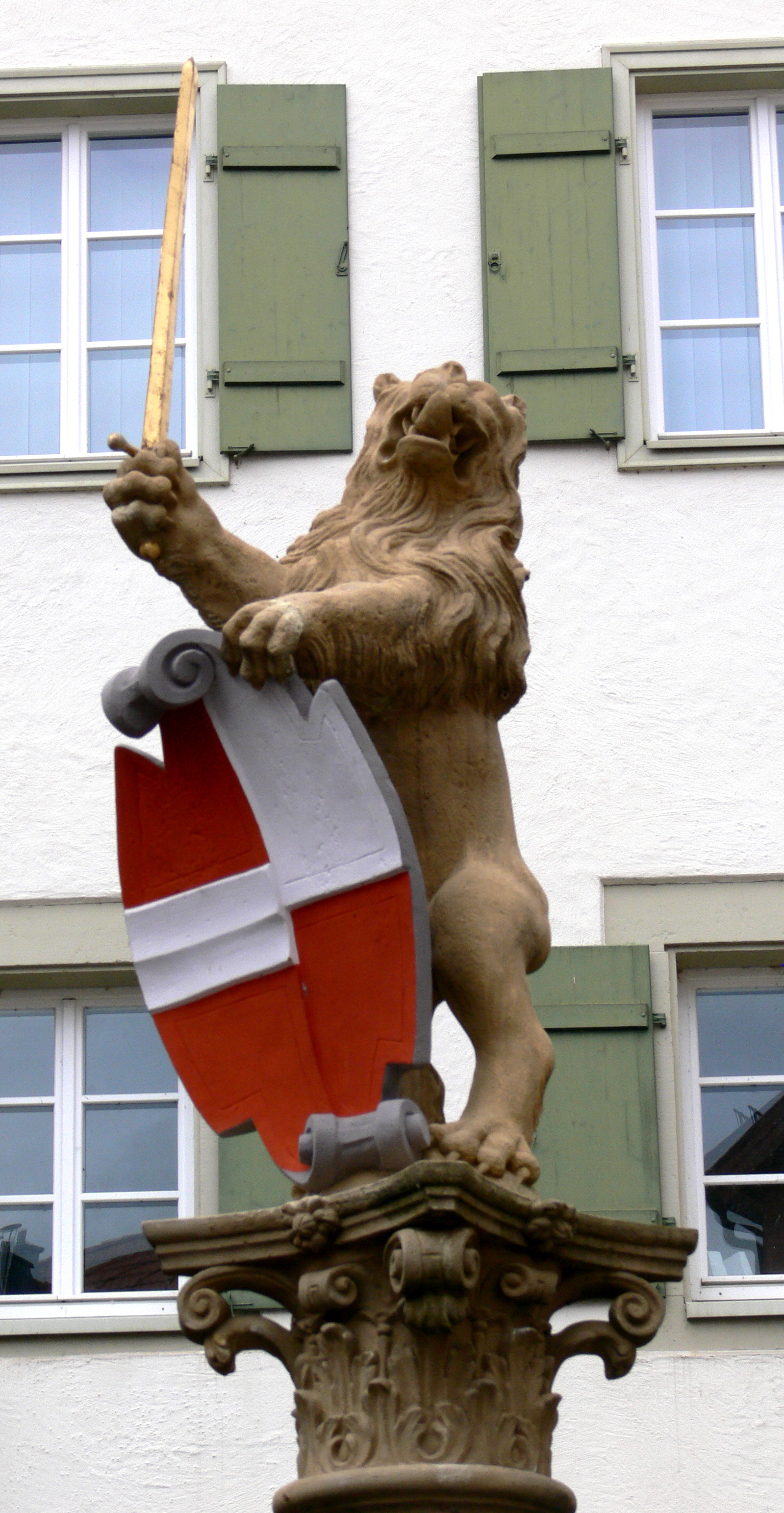
Das Wappen am Marktbrunnen erinnert an die österreichische Hoheit über Horb: der Habsburger Löwe hält den Schild, der vorn das Wappen Österreichs, hinten das der Hohenberger Grafen bzw. der Stadt Horb zeigt

### Gemeinderat
Seit der Kommunalwahl am 9. Juni 2024 hat der Gemeinderat der Stadt Horb am Neckar 26 Mitglieder, die den Titel „Stadträtin/Stadtrat“ führen. Die Wahl führte zu folgendem Ergebnis:
| Partei/Liste                                | Stimmenanteil | +/− %p  | Sitze | +/− |
| Christlich Demokratische Union Deutschlands | 29,51 %       | + 1,56  | 8     | + 1 |
| Freie Demokraten/Freie Wähler               | 17,97 %       | − 4,70  | 5     | − 1 |
| Sozialdemokratische Partei Deutschlands     | 13,59 %       | + 0,08  | 4     | ± 0 |
| Alternative für Deutschland                 | 16,61 %       | + 16,61 | 4     | + 4 |
| Offene Grüne Liste Horb                     | 9,56 %        | − 1,76  | 2     | − 1 |
| Bürger im Mittelpunkt                       | 8,20 %        | − 1,76  | 2     | − 2 |
| Unabhängige Liste Horb                      | 4,56 %        | − 4,15  | 1     | − 1 |
| Summe                                       | 100 %         |         | 26    |     |
| Wahlbeteiligung: 61,27 % (2019: 58,29 %)    |               |         |       |     |

### Bürgermeister
In früheren Zeiten war das Stadtoberhaupt der Stadtschultheiß, ab 1930 der Bürgermeister; seit der Erhebung zur Großen Kreisstadt 1981 ist der Titel Oberbürgermeister. Dieser wird jeweils für acht Jahre direkt gewählt. Seit 2009 ist Peter Rosenberger (CDU) Oberbürgermeister von Horb. 2017 wurde er mit großer Mehrheit bei zwei Gegenkandidaten im Amt bestätigt und befindet sich somit in seiner zweiten Amtszeit. 2025 trat er nicht mehr an. Zu seinem Nachfolger wurde Michael Keßler gewählt.
- 1809–1810: Kurz und Renz
- 1811–1819: Schwertlin und Erath
- 1819–1845: Bertscher
- 1845–1872: Karl Gessler
- 1872–1873: Steim
- 1874–1899: Wilhelm Erath
- 1899–1918: Carl Noll
- 1918–1924: Franz Mauz
- 1924–1926: Geckle
- 1926–1941: Hugo Schneider

- 1942: Eugen Kopp und Karl Morof
- 1942–1945: Karl Knapp
- 1945: August Bodensiek
- 1945–1946: Eugen Schmitt
- 1947–1949: Franz Mauz
- 1950–1955: Karl Gramlich
- 1955–1987: Karl Haegele (CDU)
- 1987–1995: Hans Hörner (CDU)
- 1995–2009: Michael Theurer (FDP)
- seit 2009: Peter Rosenberger (CDU)

### Wappen
| Wappen der Stadt Horb am Neckar | Blasonierung: „Von Silber (Weiß) und Rot geteilt.“ |
| Wappen der Stadt Horb am Neckar | Wappenbegründung: Horb war seit etwa der Mitte des 13. Jahrhunderts Sitz einer Linie der Pfalzgrafen von Tübingen, die den Ort auch zur Stadt machten. 1294 gelangte die Stadt durch Heirat an die Grafen von Hohenberg, wurde 1381 mit der Grafschaft Hohenberg an Österreich verkauft und von Österreich in der Folge immer wieder verpfändet oder als Lehen ausgegeben, bis sie 1805 an Württemberg fiel. Das älteste Siegel zeigte das Wappen der damaligen Stadtherren, die dreilatzige Fahne der Pfalzgrafen von Tübingen. Es wurde auch in den ersten Jahren der hohenbergischen Herrschaft benutzt, bis ab 1308 in den Stadtsiegeln der von Silber und Rot geteilte Schild der neuen Stadtherren erscheint. Horb führt bis heute wie andere ehemals hohenbergischen Städte dieses Wappen, das seit dem 16. Jahrhundert auch außerhalb der Siegel belegt ist und zeitweise mit damaszierter silberner Schildhälfte wiedergegeben wurde. |

Wappen der ehemals eigenständigen Gemeinden und heutigen Ortsteile

Ahldorf
Altheim
Betra
Bildechingen
Bittelbronn
Dettensee
Dettingen
Dettlingen
Dießen
Grünmettstetten
Ihlingen
Isenburg
Mühlen
Mühringen
Nordstetten
Obertalheim
Rexingen
Talheim
Untertalheim

### Städtepartnerschaften
Die Stadt Horb am Neckar unterhält Städtepartnerschaften mit Salins-les-Bains (Frankreich) und Haslemere/Surrey (England) seit dem Jahr 1991, sowie Sant Just Desvern (Spanien) seit 2002.

## Wirtschaft und Infrastruktur

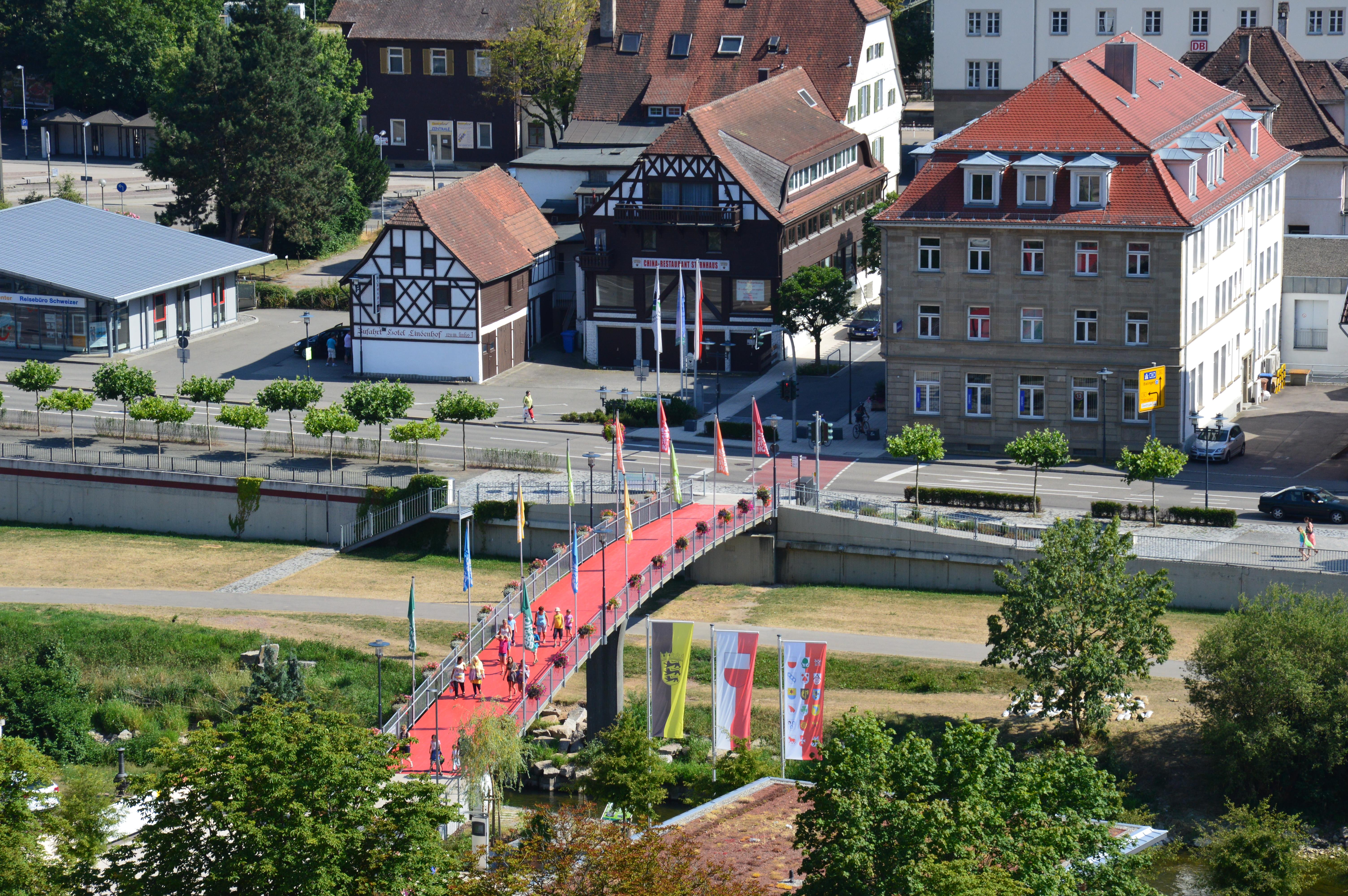
Der Flößersteg verbindet das Bahnhofsareal über den Neckar mit dem unteren Marktplatz der Stadt.

Die Stadt bietet viele Arbeitsplätze durch kleine wie große Industriebetriebe in mehreren Industriegebieten.
Die einst stark verschuldete Stadt gehört mittlerweile zu den am geringsten verschuldeten Orten des Landkreises Freudenstadt. Durch die florierende Wirtschaft und Haushaltsplanung ist dies zuletzt auch aus eigener Kraft gelungen. Die verbliebenen Restschulden entfallen zu einem großen Teil auf die massiven Investitionen der Eigenbetriebe in die Infrastruktur, wie beispielsweise Glasfaser-Ausbau für schnelle Internetanbindungen in allen Teilorten. In den kommenden Jahren werden diese Restschulden massiv weiter gedrückt werden, um dem Ziel, eine der wenigen schuldenfreien Städte der Region zu werden, näher zu kommen.

### Verkehr

#### Eisenbahn

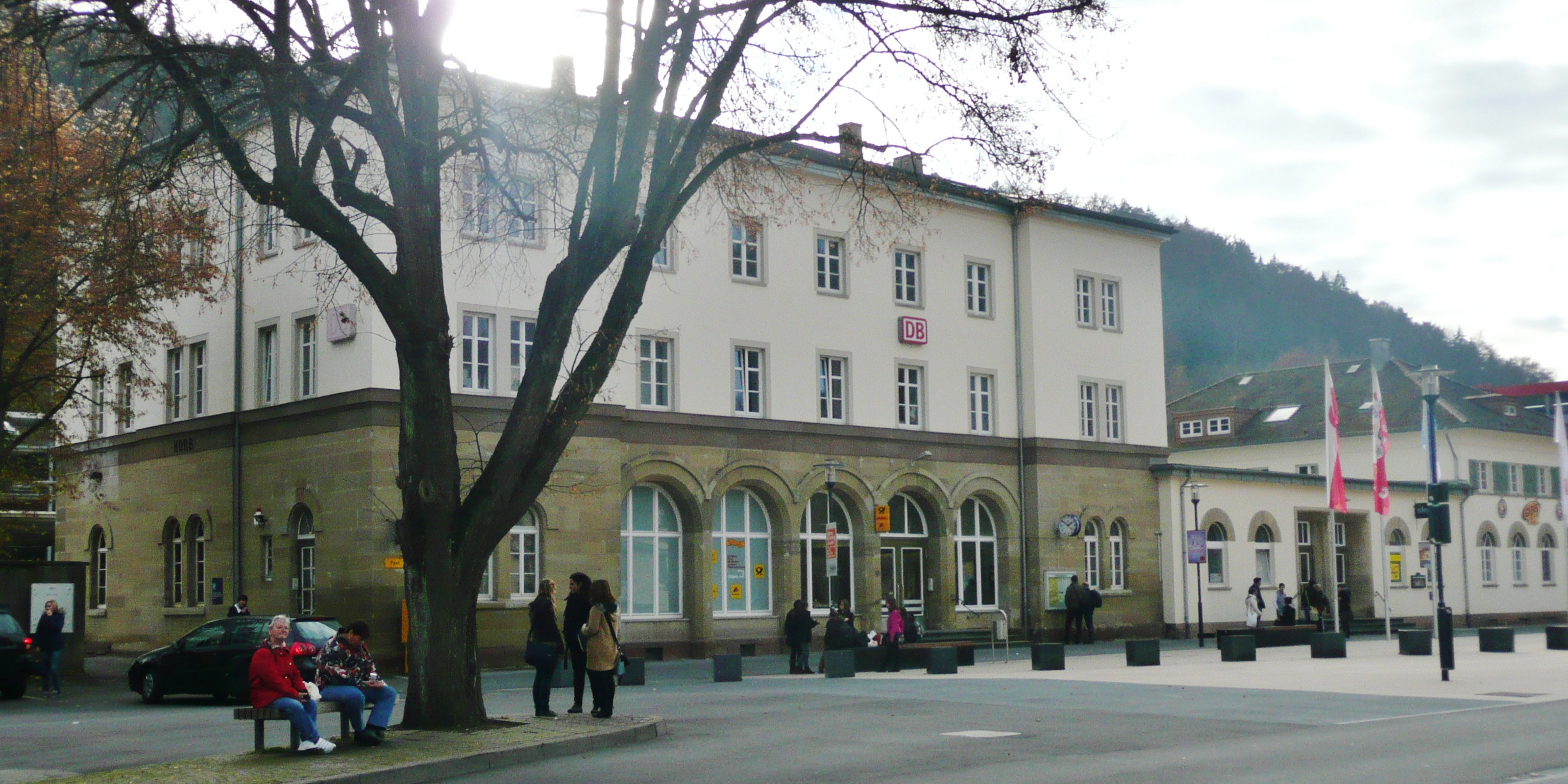
Bahnhof Horb in der Unterstadt, davor einer der Bussteige des zentralen Omnibusbahnhofs

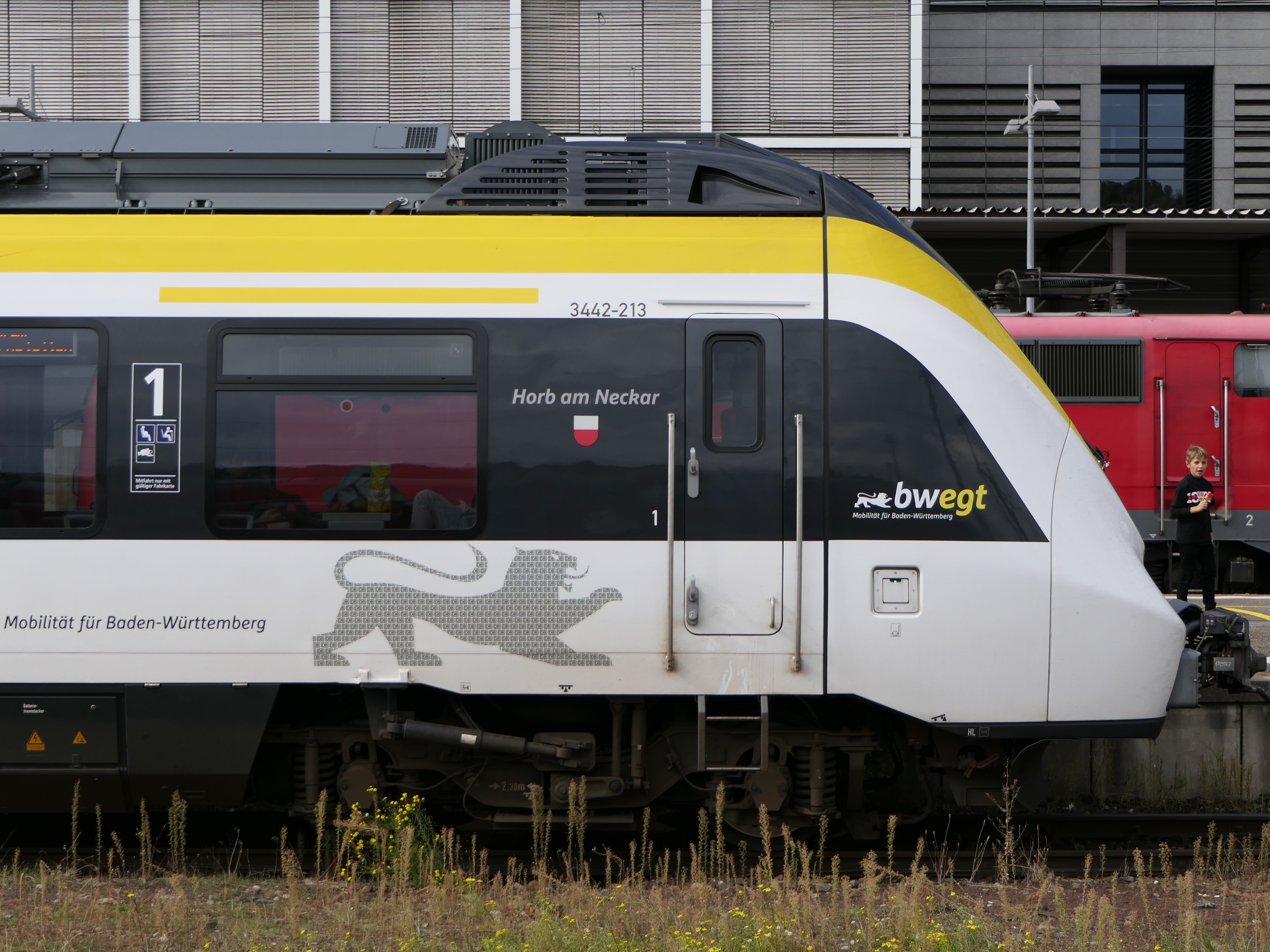
Talent 2 von Bombardier, der auf den Namen Horb am Neckar getauft wurde

Der 1866 eröffnete Bahnhof Horb ist ein Trennungsbahnhof mit Nah- und Fernverkehr, an dem die Bahnstrecke Stuttgart–Horb in die Bahnstrecke Plochingen–Immendingen einmündet. Insgesamt verfügen drei weitere Stadtteile über eigene Haltepunkte: Bittelbronn und Heiligenfeld (beide an der Bahnstrecke Eutingen im Gäu–Schiltach gelegen) sowie Mühlen (an der Bahnstrecke Plochingen–Immendingen). Diese werden jeweils von allen Zügen bedient.

#### Straße
Horb ist direkt an die Bundesautobahn 81 Stuttgart–Singen angeschlossen. Ferner führen die Bundesstraßen 28, 32 und 463 durch das Stadtgebiet. Die Bundesstraße 32 wird zukünftig über eine Hochbrücke über das Neckartal verlaufen, Baubeginn war im April 2023. Durch die Brücke soll die Verkehrsbelastung der Innenstadt reduziert werden und es ist keine Ortsdurchfahrt mehr erforderlich, um von den Gewerbegebieten Heiligenfeld und Hohenberg auf die A 81 zu gelangen.

#### Radverkehr
Durch Alltagsrouten aus dem Radnetz Baden-Württemberg ist Horb 
- über das Gewerbegebiet Heiligenfeld, die Stadtteile Altheim und Grünmettstetten und über Schopfloch und Dornstetten mit Freudenstadt,
- über das Gewerbegebiet Heiligenfeld und den Stadtteil Talheim mit Nagold,
- über den Stadtteil Bildechingen und über Eutingen im Gäu, Ergenzingen und Bondorf mit Herrenberg,
- über den Stadtteil Mühlen mit Rottenburg am Neckar und
- über den Stadtteil Dettingen und über Sulz am Neckar und Oberndorf am Neckar mit Rottweil verbunden.

Durch Horb verlaufen zwei Landes-Radfernwege: 
- Der Neckartal-Radweg führt von Villingen-Schwenningen über Horb nach Mannheim
- Der Heidelberg-Schwarzwald-Bodensee-Radweg führt von Heidelberg nach Radolfzell. Er führt von Nagold kommend durch Horb und östlich des Neckartals weiter in Richtung Rottweil.

### Ansässige Unternehmen

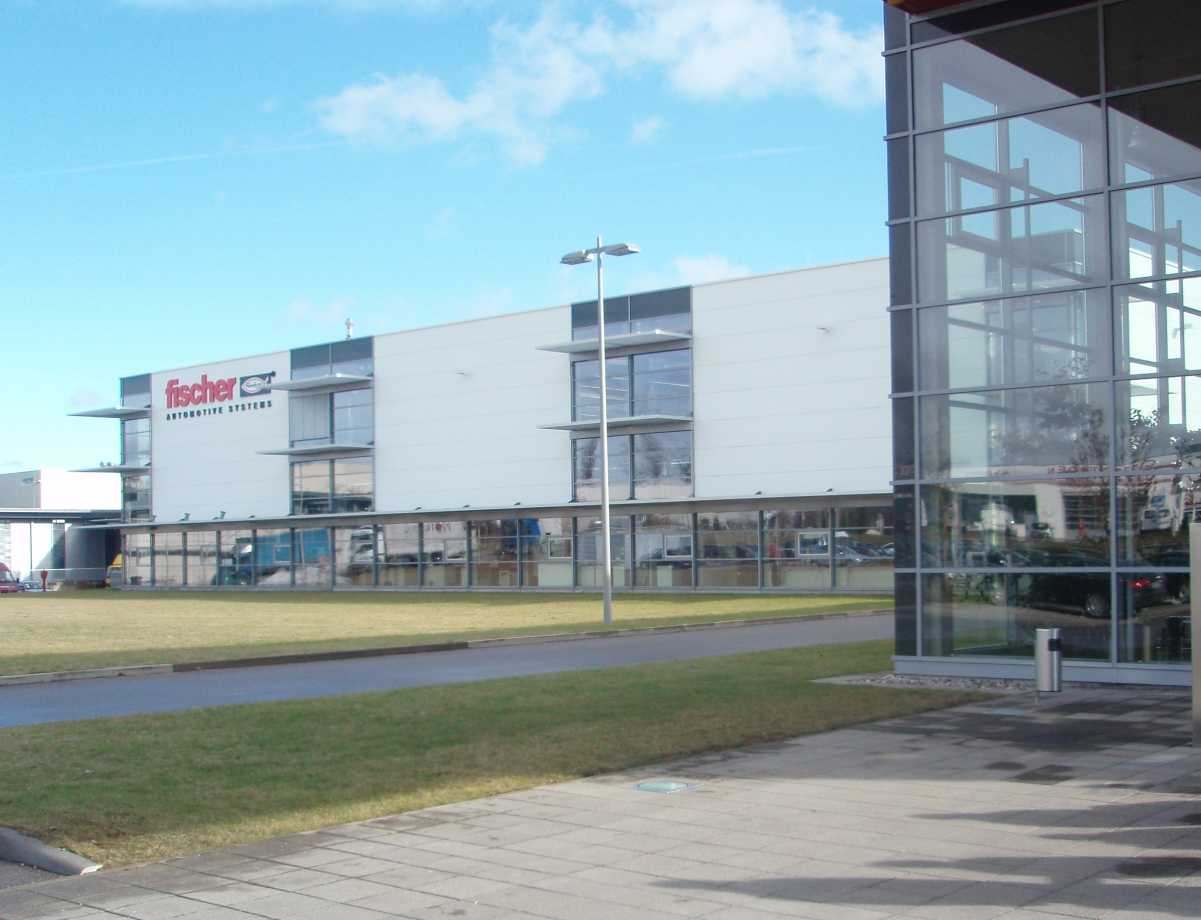
Fischerwerke in Horb-Heiligenfeld

Einige der bekanntesten ansässigen Unternehmen sind:
- Bosch Rexroth, größter Arbeitgeber der Stadt[24], spezialisiert auf hydraulische Antriebstechnik und Automation, Werk in der Weststadt
- Unternehmensgruppe Fischer, Kunststoffverarbeitung, bekannt durch den Fischer-Dübel und als Automobilzulieferer: Werk in Horb-Heiligenfeld
- Homag Group, Maschinen für Holzbearbeitung, Horb-Heiligenfeld
- Leuco, Werkzeugbau-Unternehmen, Horb-Heiligenfeld
- AHG Autohandelsgesellschaft: Autohaus-Gesellschaft mit Hauptsitz in Horb-Hohenberg, überregional bekannt auch durch die werkseigene „Autohaus-Fahrschule“
- Schienenverkehrsgesellschaft Stuttgart: Eisenbahnverkehrsunternehmen, angesiedelt im Rangierbahnhof Horb (langfristig durch Stuttgart 21 vollständiger Umzug nach Horb)

#### Ausweisung von Gewerbeflächen
Die wichtigsten Gewerbegebiete sind die Weststadt, Heiligenfeld, Hohenberg und Hohenmühringen. Die Stadt plant, die Zahl der verfügbaren Gewerbeflächen in der nächsten Zeit um ca. 70 Hektar zu erhöhen.
- Geplant ist die Errichtung eines interkommunalen Gewerbegebiets in Empfingen (unmittelbar an der A 81).[25]
- Direkt an der A 81 soll im Teilort Ahldorf ein weiteres Gewerbegebiet entstehen.[26]
- Im Industriegebiet Heiligenfeld, das nordwestlich der Kernstadt liegt, werden zusätzliche Flächen erschlossen. Anfang 2023 wurde dort ein KV-Terminal eröffnet.[27]

### Medien
Von 1850 bis Mitte der 1960er-Jahre erschien die Horber Chronik als Tageszeitung. Über das lokale Geschehen berichten heute die Tageszeitungen Südwest-Presse (Neckar Chronik) aus Ulm und der Schwarzwälder Bote aus Oberndorf mit jeweils eigenen Lokalredaktionen in Horb.

### Gericht, Behörden und Einrichtungen
Horb ist Sitz des Amtsgerichts Horb am Neckar, das zum Landgerichtsbezirk Rottweil und zum Oberlandesgerichtsbezirk Stuttgart gehört. Ferner befindet sich in der Stadt eine Außenstelle des Landratsamtes Freudenstadt.

### Bildung
Der Campus Horb ist eine Außenstelle des Standortes Stuttgart der Dualen Hochschule Baden-Württemberg. Angeboten werden die Bachelor-Studiengänge Elektrotechnik, Informatik, Maschinenbau, Mechatronik und Wirtschaftsingenieurwesen.
Das Martin-Gerbert-Gymnasium ist aus der 1282 gegründeten Lateinschule hervorgegangen. Es ist als „MINT“-freundliche Schule ausgezeichnet, ein Label für besondere Förderung von Mathematik, Informatik, Naturwissenschaften und Technik.
Ferner gibt es eine Realschule sowie eine Hauptschule mit Werkrealschule. In den Teilorten existieren eine Grund- und Hauptschule mit Werkrealschule in Altheim, Dettingen und Talheim, die Gutermann-Grundschule in Horb, die Berthold-Auerbach Grundschule in Nordstetten und je eine eigene Grundschule in den Stadtteilen Bildechingen, Bittelbronn, Mühlen, Rexingen und (bedingt) Grünmettstetten.
Der Landkreis Freudenstadt ist Träger der Gewerblichen und Hauswirtschaftlichen Schule Horb, der Förderschule Roßbergschule und der Pestalozzischule für geistig Behinderte. Die Private Abendrealschule Horb rundet das schulische Angebot der Stadt ab.

### Energieversorgung
Die Stadt Horb am Neckar hat 2010 beschlossen, bis zum Jahr 2050 zu einer klimaneutralen Stadt zu werden. Bis 2020 sollte dazu der CO2-Ausstoß um mindestens 40 Prozent reduziert werden. Die „Ökumenische Energiegenossenschaft“ nahm seither zahlreiche Photovoltaikanlagen in Betrieb. Es existieren mehrere Wasserkraftwerke, die zur Stromversorgung von mehreren hundert Haushalten beitragen. Außerdem wird Biomasse genutzt, Nahwärmenetze wurden ausgebaut, sowie energetische Sanierungen vorgenommen. Derzeit wird zudem die Übernahme des Heizkraftwerkes Haugenstein erwogen, um die dortige Nahwärme aus erster Hand anbieten zu können. Im Juli 2015 zeichnete die Agentur für Erneuerbare Energien die Stadt Horb am Neckar als „Energie-Kommune des Monats“ aus. Das Projekt sah in seiner ursprünglichen Ausführung vor, Windkraftanlagen auf dem Stadtgebiet zu errichten, die einen wesentlichen Teil der erneuerbaren Energien beisteuern sollten. Der Windpark wurde von Seiten des Regierungspräsidiums Karlsruhe gestoppt, um den roten Milan nicht zu gefährden.

## Kultur und Sehenswürdigkeiten
Für die unter Denkmalschutz stehenden Kulturdenkmäler siehe die Liste der Kulturdenkmale in Horb am Neckar.

### Grünprojekt 2011

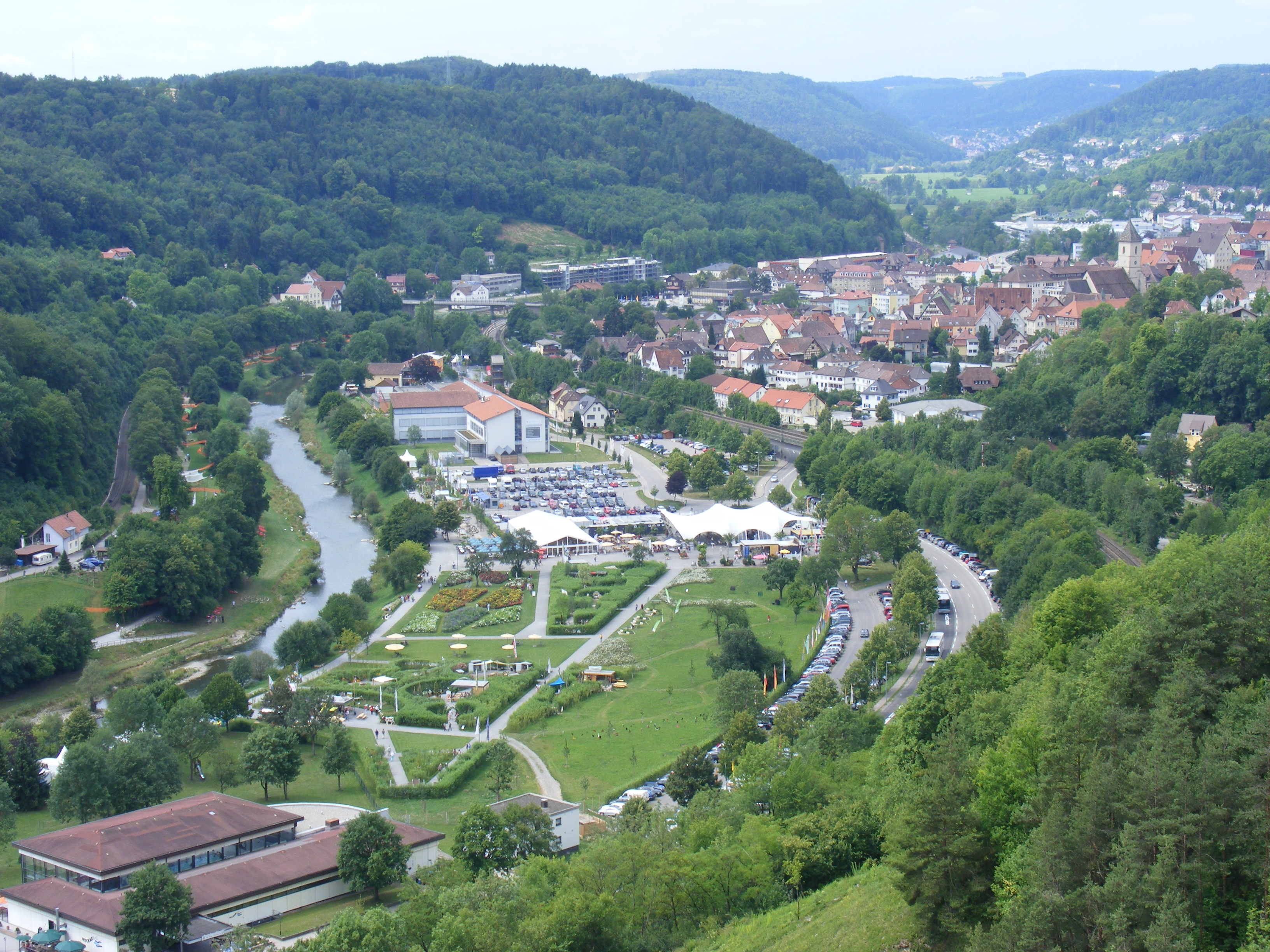
Im Vordergrund der Festplatz mit angrenzendem Gartenschau-Gelände, Hauptveranstaltungsort des Grünprojekts Neckarblühen Horb

Im Sommer 2011 fand in Horb das Grünprojekt Neckarblühen statt, das auch als kleine Landesgartenschau bezeichnet wird. Das Grünprojekt findet in Baden-Württemberg alle zwei Jahre statt. In dessen Rahmen erfolgte auch eine Überarbeitung des Neckarufers, das nun für Fußgänger gut zu erreichen ist.

### Kunst
Seit geraumer Zeit hat sich der Kunstverein Oberer Neckar e. V. in Horb etabliert, es finden regelmäßig Ausstellungen verschiedener Künstler statt.
Der 2004 gegründete Förderverein Künstlerhaus betreibt seit 2012 in einem historischen Gebäude in der Wintergasse das Antonie-Leins-Künstlerhaus Horb. Freischaffende Künstler aus allen Bereichen der Bildenden Kunst können sich dort für maximal drei Jahre um eine Atelierwohnung als Artist in Residence bewerben.

### Theater
Das Projekt Zukunft Kulturzentrum Kloster beschreibt sich selbst als soziokulturellen Provinzverein und hat sich zum Ziel gesetzt, die kulturelle Vielfalt der Region Horb aufrechtzuerhalten und zu stärken. Dies geschieht durch kulturelle Aktivitäten wie Konzerte, Kabarett- oder Theater-Veranstaltungen.

### Museen
Horb hat unter anderem ein Heimatmuseum, ein wehrgeschichtliches Museum im Ringmauerturm, das Freilichtmuseum Steinerner Geschichtsgarten in Horb-Hohenberg, das Wassermuseum in Ihlingen, das Dorfmuseum in Altheim und das Berthold-Auerbach-Museum in Nordstetten. Seit Mai 2011 befindet sich auf einem rund 77.000 m² großen Teilstück des ehemaligen Rangier- und Güterbahnhofes bei Horb-Isenburg ein neues Eisenbahnmuseum der Stuttgarter Schienenverkehrsgesellschaft (SVG), die SVG Eisenbahn-Erlebniswelt Horb am Neckar (EEW).

### Bauwerke

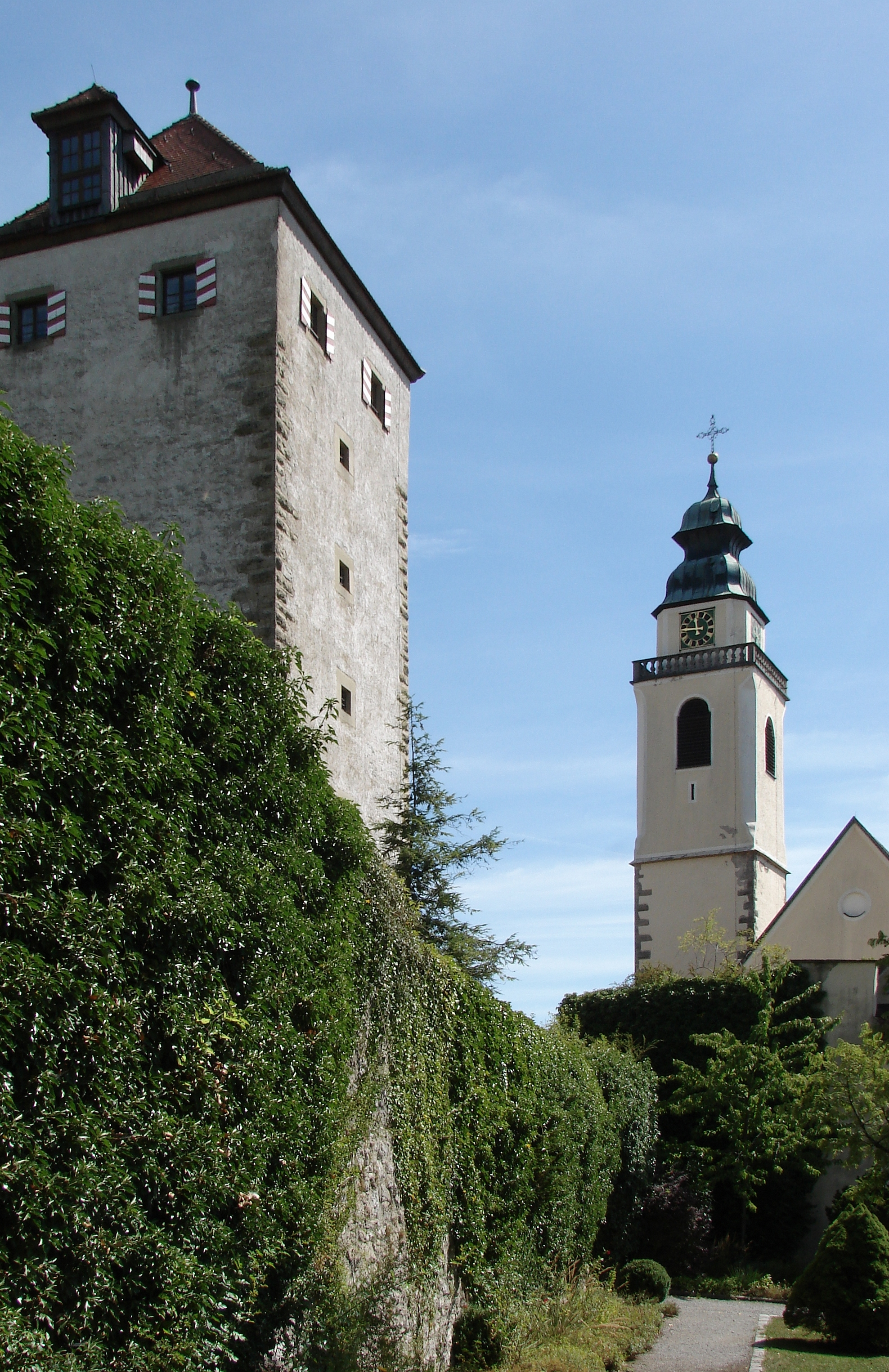
Schurkenturm, Bergfried der ehemaligen Burg Hohenberg, im Hintergrund die Stiftskirche

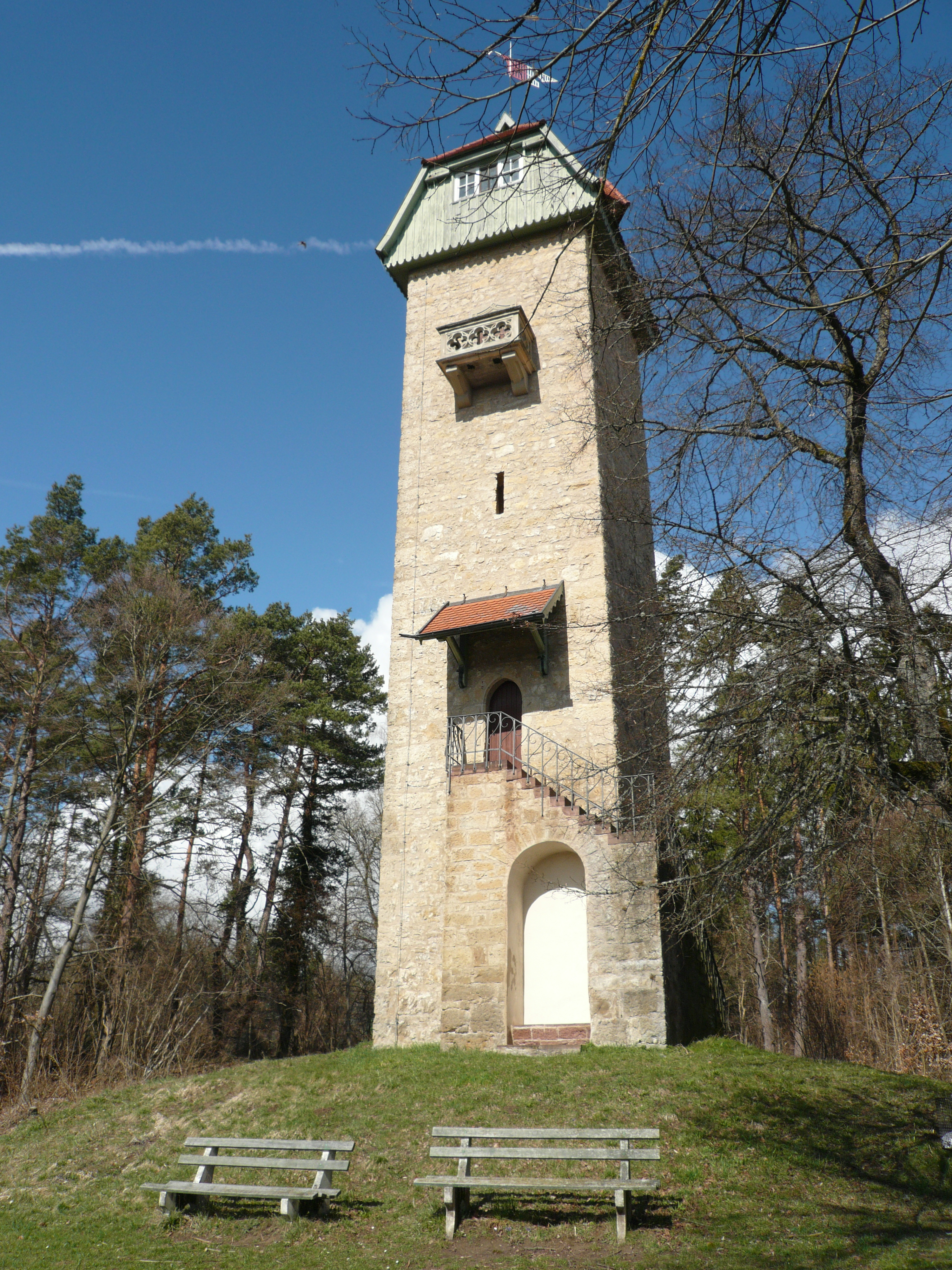
Schütteturm

Die bedeutendsten Bauwerke der Stadt sind das Rat- und Wachthaus am Marktplatz mit dem Marktbrunnen, das Geßlersche Haus, die Stiftskirche zum Heiligen Kreuz (das Wahrzeichen der Stadt), das ehemalige Dominikanerinnenkloster, der Schurkenturm mit Burggarten, der Luziferturm, das Stubensche Schlösschen, die Hirschgasse mit Steinhaus, die Liebfrauenkapelle, der Untere Markt mit zahlreichen Fachwerkhäusern und dem Platzbrunnen, das Talhaus, der Ringmauerweg mit den Ringmauertürmen und der Schütteturm, ein ehemaliger 26 Meter hoher Wachturm oberhalb der Altstadt, der auf Anfrage als Aussichtsturm bestiegen werden kann.
2006 wurde in der Wintergasse beim Aufgang zum Kloster ein Denkmal für den in Horb geborenen Sebastian Lotzer aufgestellt.

### Regelmäßige Veranstaltungen

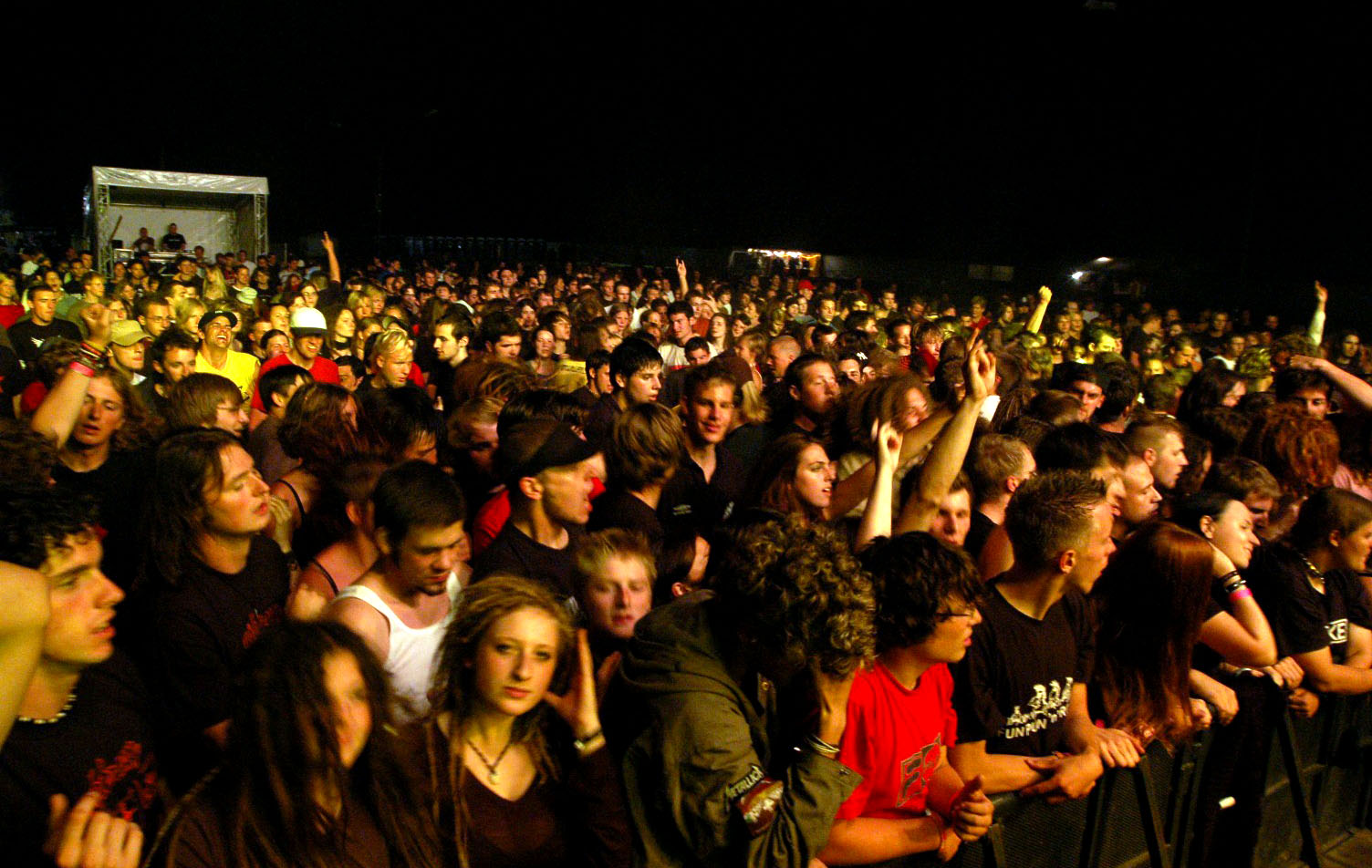
Besucher vor der Bühne beim Mini-Rock-Festival im Jahr 2005

- Berthold-Auerbach-Literaturpreis: Seit 1982, dem 100. Todesjahr Berthold Auerbachs, verleiht die Stadt Horb den Berthold-Auerbach-Literaturpreis.
- Maximilian-Ritterspiele: Das alljährlich größte Ereignis in Horb sind die Maximilian-Ritterspiele Anfang des Sommers. Bei den Spielen (2005 wurden knapp 60.000 Besucher gezählt) wird die Stadt mittelalterlich hergerichtet sowie ein der damaligen Zeit entsprechender Markt geboten, auf dem auch zahlreiche Schausteller und Gaukler auftreten. Erstmals wurden die Ritterspiele im Juni 1997 veranstaltet. Sie gehen unter anderem auf eine Idee des damaligen Bürgermeisters Michael Theurer zurück und erinnern an die Absetzung Eberhards II. durch den römisch-deutschen König Maximilian I. im Jahr 1498.[39]
- Die Musiktage Horb sind eine jährlich stattfindende Reihe klassischer Konzerte, organisiert von der städtischen Musikschule.
- Mini-Rock-Festival: Seit 2005 fand jedes Jahr das ehrenamtlich organisierte Mini-Rock-Festival statt. Im Jahr 2018 wurde dieses Festival vorerst zum letzten Mal durchgeführt.
- Horber Schienen-Tage: Die von Kurt Bielecki gegründete Fachtagung zum Schienenverkehr fand von 1983 bis 2019 und 2022 jeweils im November statt.
- Horber Fasnet: Am 6. Januar werden durch den Hofmarschall und Narrenrat die Masken aus dem Kratten genommen, abgestaubt und den Gruppen übergeben. In der Zeit bis zur Hauptfasnet veranstaltet die Narrenzunft Horb den Eröffnungsball. Am Schmotzigen Donnerstag beginnt dann mit der Schlüsselübergabe auf dem historischen Marktplatz die Straßenfasnet. „Spass uf d'r Gass“ lautet das Motto. Von nun an haben die Narren die Hoheit in der Neckarstadt und das Volk begrüßt sich mit dem Horber Narrenruf Horrido. Am Fasnetsamstag findet in der Hohenberghalle in Horb ein Kinderball statt. Den Höhepunkt der Straßenfasnet stellt dann der Umzug durch die Gassen Horbs dar, dieser wird gestaltet von Fußgruppen aus der Umgebung und umrahmt von einer Unmenge feiernder Zuschauer.

## Persönlichkeiten

### Söhne und Töchter der Stadt
- 15. Jh., Georgius Eberhard, † 12. April 1519 in St. Blasien; Abt im Kloster St. Blasien
- um 1447, Veit Stoß, † 22. September 1533 in Nürnberg; Bildhauer, Maler und Kupferstecher
- um 1490, Sebastian Lotzer, † nach 1525; Verfasser der Memminger Artikel und der 12 Artikel im Bauernkrieg
- um 1570, Christina Rauscher, † 1618 in Innsbruck; Frau, zunächst als Hexe verfolgt, später Regierungskommissarin gegen Justizvergehen
- 1592, 5. November, Johann Martin Rauscher, † 30. März 1655 in Tübingen; reformierter Theologe und Professor der Eloquenz
- 1720, 11. August, Martin Gerbert, † 13. Mai 1793 in St. Blasien; Fürstabt von St. Blasien
- 1729, 1. August, Peter Schwab † 8. November 1791 in Gengenbach, geboren in Dettingen, Bildhauer des Barock
- 1801, 8. Februar, Benedikt Stehle, † 19. Februar 1867 in Sigmaringen, geboren in Betra, Oberamtmann
- 1806, 29. Dezember, Caspar Kaltenmoser, † 8. März 1867 in München; Genremaler
- 1812, 28. Februar, Berthold Auerbach, † 8. Februar 1882 in Cannes; Schriftsteller
- 1816, 5. März, Johann Nepomuk Meintel, † 14. Dezember 1872 in Horb; Bildhauer und Maler
- 1819, 22. August, Johann Nepomuk Brischar, † 11. April 1897 in Bühl (Tübingen); katholischer Kirchenhistoriker
- 1820, 30. Mai, Wilhelm Erath, † 23. Juni 1908 in Horb; Kaufmann, Landtagsabgeordneter, Bürgermeister der Stadt 1874–1899
- 1829, 21. Januar, Paul Leopold Haffner, † 2. November 1899 in Mainz; Bischof von Mainz
- 1841, 4. März, Paul von Schanz, † 1. Juni 1905 in Tübingen; katholischer Theologe und Professor für Mathematik, Naturwissenschaften, Neutestamentliche Exegese, Dogmatik und Apologetik an der Universität Tübingen
- 1852, 14. April, Maximilian Delphinius Berlitz, † 6. April 1921 in New York; Gründer der Berlitz Sprachschulen
- 1883, 12. August, Lorenz Bock, † 3. August 1948 in Rottweil; Staatspräsident von Württemberg-Hohenzollern
- 1888, 29. Mai, Josef Zürndorfer, † 19. September 1915 in Berlin; Jagdflieger im Ersten Weltkrieg
- 1892, 26. Dezember, Georg Mayer, † 21. Juni 1973 in Leipzig; Wirtschaftswissenschaftler, Rektor der Universität Leipzig
- 1898, 13. März, Karl Maier, † 1978 ebenda; NSDAP-Ortsgruppenleiter
- 1899, 28. Februar, Kurt Freiherr von Liebenstein, † 2. August 1975 in Jebenhausen; Generalmajor der Wehrmacht und der Bundeswehr
- 1907, 18. Juni, Konstantin Hank, † 19. März 1977 in Schramberg; CDU-Kommunalpolitiker und Bundesverdienstkreuzträger
- 1914, 21. November, Viktorinus Heinrich Wehle, † 12. Februar 1945 in Manila; Schulbruder und Märtyrer
- 1919, 10. Dezember, Eberhard Gönner, † 18. Mai 2012 in Stuttgart; Historiker, Präsident der Landesarchivdirektion Baden-Württemberg
- 1923, 27. Juni, Martin Schetter, † 12. Oktober 2003; Politiker (CDU) und Gewerkschaftsfunktionär (CGB)
- 1925, 4. September, Franz Blank, † 24. Mai 2008; langjähriger Betriebsratsvorsitzender und stellvertretender Vorsitzender des Aufsichtsrats der Porsche AG
- 1935, 31. Januar, Norbert Schneider, Jurist und Politiker der CDU
- 1937, Hans Eberwein, Erziehungswissenschaftler und Hochschullehrer
- 1942, 4. August, Wolfgang Maier, Wirbeltiermorphologe
- 1942, 20. August, Ilse Unold, † 6. September 2016; Politikerin (CDU)
- 1943, 22. September, Rainer Walz, Historiker und Hochschullehrer
- 1946, 31. Mai, Johannes Kreidler, emeritierter Weihbischof im Bistum Rottenburg-Stuttgart
- 1947, Karl Werner Steim, Journalist und Heimatforscher
- 1949, 4. März, Winfried Wolf, † 22. Mai 2023 in Berlin; MdB für die PDS 1994–2002, Sprecher der Initiative Bürgerbahn statt Börsenbahn
- 1952, 22. November, Joachim Lipp, Vorsitzender des Kultur- und Museumsvereins Horb a. N. sowie Landeskundebeauftragter im Regierungspräsidium Karlsruhe für die Horber Stadtgeschichte
- 1957, 8. Januar, Carmina Brenner; Landtagsabgeordnete (CDU) von 1996 bis 2007, von 2007 bis 2020 Präsidentin des Statistischen Landesamtes Baden-Württemberg
- 1960, 6. August, Uwe Hellstern, Politiker (AfD)
- 1965, Regine Hermann, Opernsängerin
- 1972, Mathias Kraft, Pfarrer In Gräfenhausen und Autor
- 1989, 12. Januar, Steffen Regis, Politiker (Bündnis 90/Die Grünen)
- 1992, 11. September, Pascal Reinhardt, Fußballspieler

### Persönlichkeiten mit Verbindung zur Stadt
- 1967, 12. Januar, Michael Theurer, Volkswirt und Politiker (FDP), 1995–2009 Bürgermeister der Stadt
- 1972, 7. Februar, Timm Kern, Studienrat und Politiker (FDP), Mitglied des Landtags von Baden-Württemberg
- 1982, 31. Juli, Michael Jung; Reiter und vierfacher Olympiasieger, lebt im Horber Ortsteil Altheim. Er wurde am 20. November 2013 zum Ehrenbürger der Stadt ernannt.